# McLaren
A McLaren Racing Limited, competindo como McLaren F1 Team, é uma equipe de automobilismo, mais conhecida por competir na Fórmula 1, com sede na cidade de Woking, Reino Unido. É uma das equipes de maior sucesso na categoria, tendo conquistado 9 títulos mundiais de construtores e 12 títulos mundiais de pilotos. O Brasil é o país que mais vezes teve campeões pela McLaren, com Emerson Fittipaldi em 1974 e Ayrton Senna nos anos de 1988, 1990 e 1991. Além da Fórmula 1, destaca-se a sua participação nas 500 Milhas de Indianápolis durante um período histórico, onde o time atravessou o Atlântico para competir e vencer a famosa corrida, mais o campeonato da Can-Am.
Hoje é uma organização que vai muito além da equipe de Fórmula 1. Produziu o esportivo de rua McLaren F1, com motor BMW, até hoje um dos carros de série mais rápidos já feito. Produziu também em sua sede em Woking o esportivo Mercedes-Benz SLR McLaren, em parceria com a Daimler-Chrysler. Construiu um esportivo totalmente independente da Mercedes-Benz: a McLaren MP4-12C, lançada em 2011. O prédio de sua sede, o Mclaren Technology Center, é uma construção de última geração, que foi finalista num prêmio de arquitetura.

## História

### Fórmula 1 (1966-presente)

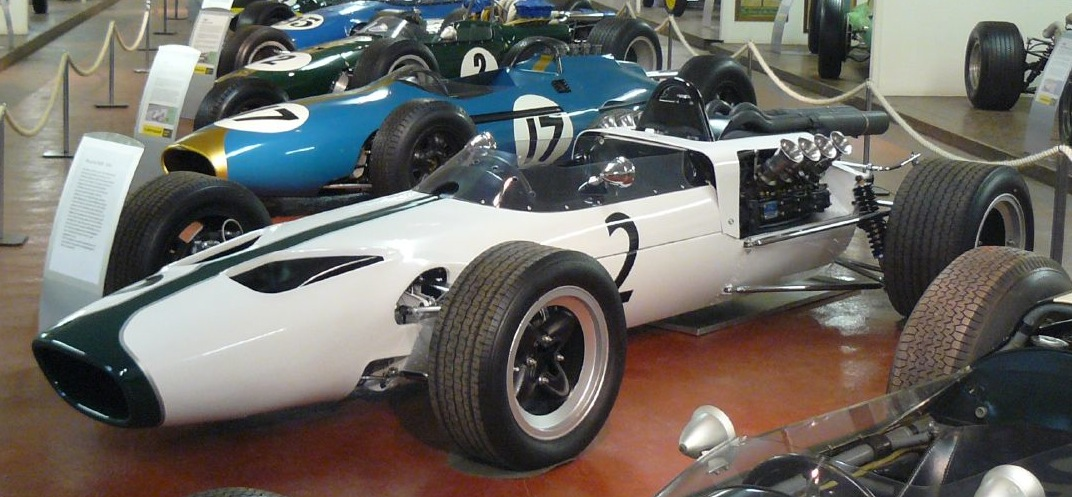
McLaren M2B foi o primeiro modelo da McLaren

Foi criada em 1963 pelo piloto neozelandês Bruce McLaren, mas sua estreia foi apenas no Grande Prêmio de Mônaco de 1966.
A McLaren permaneceu por ter uma boa estrutura de mecânicos, técnicos, pilotos. Teddy Mayer dirigiu a equipe por uma década, após a morte de Bruce. Ron Dennis então assumiu a direção da McLaren, onde esteve por quase 30 anos, retirando-se em 2009 e voltando em 2013.

#### 1984-1993 Tempos de ouro
Entre 1984 e 1993 ocorreram os tempos de ouro na McLaren pelos ótimos resultados obtidos. Porém, durante 1994-1997 a equipe não rendeu o esperado, somente voltando a ser competitiva ao seu verdadeiro nível em 1998, vencendo também o campeonato de 1999.

#### Década de 2000

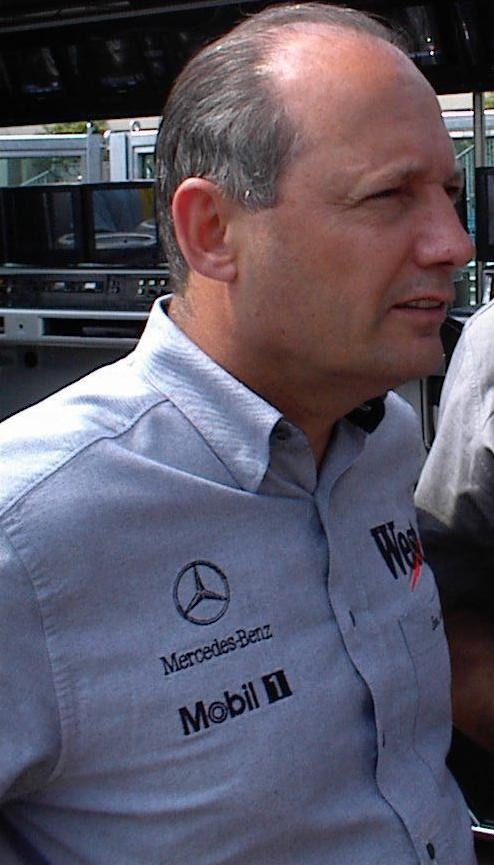
Ron Dennis, ex-chefe de equipe da McLaren.

No período de domínio da Ferrari, de 2000 a 2004, a equipe inglesa foi a que chegou mais perto de superar a rival, com a excelente performance de Kimi Raikkonen, chegando muito próximo do título mundial em 2003.
O modelo MP4/21 teve alguns problemas em 2006, acabando a temporada em terceiro lugar com 110 pontos.
Em 2007, a equipe se viu envolvida num caso de espionagem industrial envolvendo Mike Coughlan (projetista chefe da McLaren, afastado) e Nigel Stepney (ex-chefe dos mecânicos da Ferrari). Devido às evidências, a McLaren foi punida com a perda de todos os pontos conquistados no Mundial de Construtores de 2007, o que resultou na perda do título de construtores e uma multa de $ 100 milhões de dólares. Os pilotos, porém, não sofreram nenhuma punição.
Em 2008, Lewis Hamilton foi campeão da temporada com o modelo MP4-23, e a equipe ficou em segundo lugar no Campeonato de Construtores.
Em 16 de novembro de 2009, a montadora alemã Mercedes-Benz anunciou a venda da sua parte da equipe e a compra da Brawn GP, passando a ter sua própria equipe a partir de 2010: a Mercedes GP. Apesar da venda das ações que detinha da McLaren, a Mercedes continuou a fornecer motores para a equipe por mais seis anos.

#### A era Honda (2015-2017)

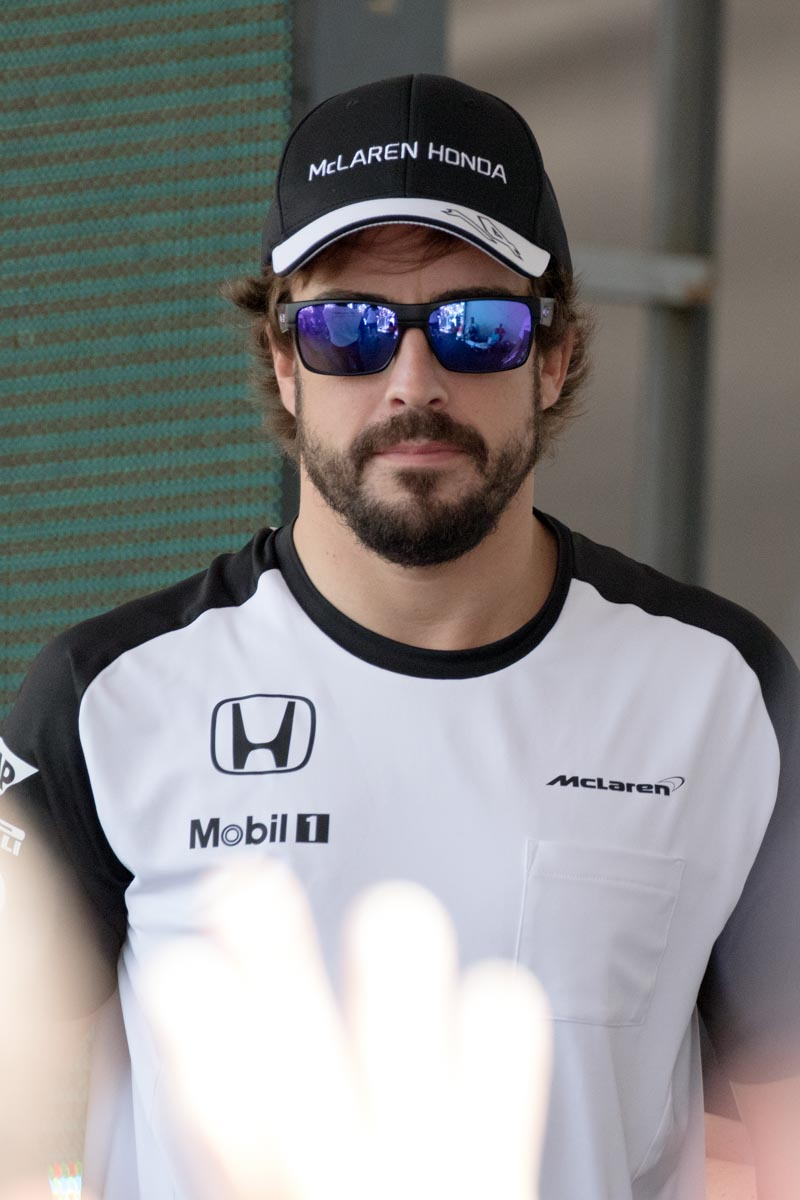
Fernando Alonso no GP da Malásia de 2015

Em 16 de maio de 2013, a McLaren confirmou oficialmente a reedição da parceria com a japonesa Honda, marcando o retorno da montadora à Formula 1, ausente desde 2009, quando vendeu sua equipe à Ross Brawn, que prosseguiu o projeto sob o nome Brawn GP. A escuderia inglesa passou a usar os motores Honda a partir da temporada 2015 na esperança de retomar o sucesso que a parceria rendeu entre 1988 e 1992, período em que acumularam 44 vitórias, 91 pódios e 53 poles na categoria.
A temporada 2015, porém começou com dificuldades para a equipe, tendo enfrentado diversos problemas na implantação dos motores japoneses no novo modelo MP4-30. Tudo isso levou a McLaren a terminar o campeonato de construtores na penúltima colocação, conquistando apenas 4 pontos, um dos piores resultados da história.
Em 2016, a McLaren abriu mão do prata e colocou seus carros na cor predominantemente preta, com alguns detalhes em laranja, na esperança de que isso impulsionasse uma melhora da equipe no campeonato.
Após três anos de parceria, um longo histórico de falhas, abandonos e nenhum sinal de evolução na confiabilidade dos motores Honda, a McLaren decide não renovar seu contrato e assina com a Renault como nova fornecedora de motores. O desempenho foi um pouco melhor, com a equipe conquistando 76 pontos e ficando em sexto lugar dentre os construtores, mas ainda era muito inferior ao que se esperava. E no final daquela temporada, o chefe Ron Dennis deixou a equipe mais uma vez.
Em 2017, a McLaren se despediu de Jenson Button e abandonou a nomenclatura MP4, com o carro deste ano recebendo o nome de MCL32. O novo companheiro de Fernando Alonso passou a ser o jovem piloto belga Stoffel Vandoorne, que já tinha substituído o espanhol no GP do Bahrein, no qual conquistou seu primeiro ponto na categoria. Button ainda retornou para substituir Alonso no GP de Mônaco. Contudo, a equipe teve um resultado ainda pior do que o ano passado, conquistando apenas 30 pontos e retornando à penúltima posição no campeonato de construtores.

#### A era Renault (2018-2020)
Para a temporada 2018, a equipe decide adotar o laranja-papaia que era utilizado na época de sua fundação, e contratando o ex-piloto franco-brasileiro Gil de Ferran como diretor esportivo. Quanto aos pilotos, a McLaren optou por manter Fernando Alonso e Stoffel Vandoorne, porém mesmo com a nova unidade de potencia da Renault, a equipe faz uma péssima temporada e continuou a andar nas ultimas posições lutando por 1 ou 2 pontos a cada corrida.
Depois de um 2018 muito difícil, Stoffel Vandoorne é dispensado e Alonso deixa a equipe, que passa por uma reestruturação, aposta na dupla Carlos Sainz Jr. e Lando Norris para a temporada seguinte, além das chegadas de Andreas Seidl e James Key, com isso, a equipe consegue dar a volta por cima na temporada 2019 e se impõe como 4° força do campeonato e conquista um pódio no Grande Prêmio do Brasil, algo que não acontecia desde o Grande Prêmio da Austrália de 2014.
Em 13 de dezembro de 2020, a McLaren confirmou oficialmente a venda de 15% das ações de sua unidade de Fórmula 1 para o consórcio estadunidense MSP Sports Capital, que deve aumentar sua participação na equipe para 33% até 2022.

#### A nova era Mercedes (2021-presente)

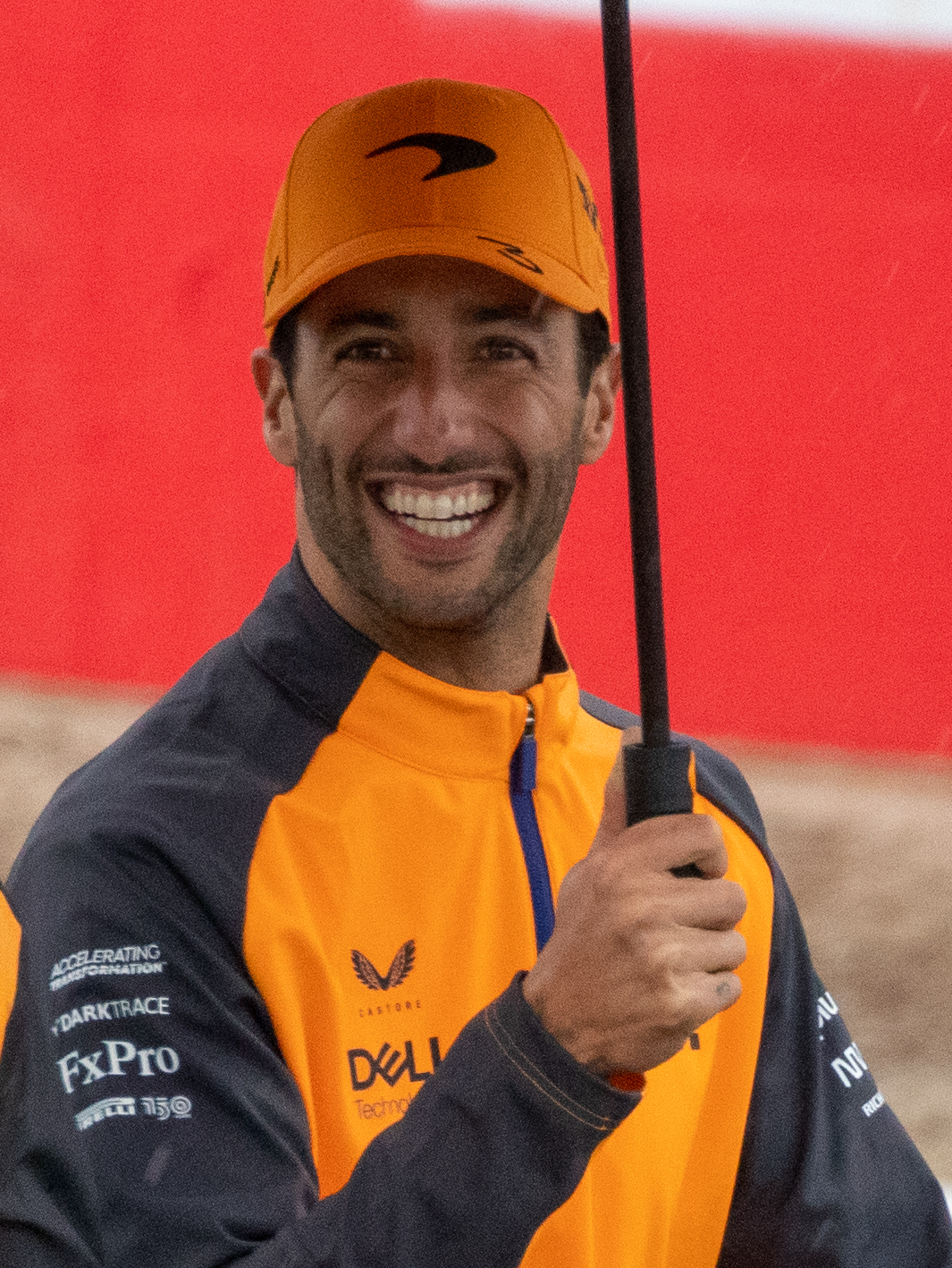
Daniel Ricciardo foi o primeiro piloto a vencer uma corrida pela McLaren na década.

Em setembro de 2019, a McLaren confirmou que voltaria a usar motores Mercedes a partir da temporada de 2021, após o término do acordo com a Renault. A McLaren já havia tido anteriormente uma parceria com a Mercedes-Benz de 1995 a 2014. Com Daniel Ricciardo se transferindo da Renault para a equipe de Woking para disputar, ao lado de Lando Norris, a temporada de 2021, em um contrato de vários anos. Ricciardo substituiu Carlos Sainz Jr., que se mudou para a Ferrari. Nessa temporada, a McLaren conquistou sua última vitória, com a dobradinha liderada pelo australiano no GP da Itália. Na corrida seguinte, o GP da Rússia, Lando Norris fez a sua primeira pole da carreira e chegou muito perto de vencer, mas uma chuva nas votas finais, aliada a uma decisão do próprio britânico de não parar para trocar pneus, o fizeram cair para o sétimo lugar. O ex-McLaren Lewis Hamilton ficou com a vitória.
No final de 2022, a McLaren anunciou Andrea Stella como novo chefe de equipe, decidiu demitir Ricciardo por conta de seus maus resultados, e colocar o jovem australiano Oscar Piastri em seu lugar para a temporada de 2023. A contratação dele foi cercada de polêmicas, pois a Alpine, equipe que apadrinhou o piloto nas categorias de base, tinha chegado a anunciar Piastri como novo contratado para substituir Fernando Alonso, que migrou para a Aston Martin. Com a negação do jovem australiano e sua ida para a equipe britânica, a Alpine ameaçou entrar na justiça, alegando que Piastri já tinha um pré-contrato com eles, mas a Junta de Reconhecimento de Contratos deu parecer favorável à McLaren.
Em 2023, a equipe teve um começo difícil, mas foi evoluindo aos poucos, com a ajuda de pessoas como Gil de Ferran, que retornou à equipe como consultor, e em outubro, conquistou a sua primeira vitória numa corrida sprint, com Oscar Piastri fazendo a pole e faturando a vitória na sprint do Catar. Os dois renovaram com a McLaren: Piastri tem contrato até 2026, e Norris, que tinha contrato até 2025, renovou por um período não divulgado.

##### 2024: fim do jejum de construtores
Em 2024, o Grupo McLaren anunciou sua venda para o Fundo Soberano do Bahrein, assumindo controle majoritário das ações da equipe da Fórmula 1.A temporada começa um pouco mal para a Mclaren mas logo na sexta corrida, com um carro completamente diferente, Norris ganha seu primeiro GP em toda a sua carreira. O britânico ganhou outras três corridas na temporada, incluindo a última em Abu Dhabi. Os dois pilotos da McLaren totalizaram 21 pódios, incluindo uma dobradinha na Hungria, com Oscar Piastri tendo a primeira vitória de sua carreira nesse mesmo dia. Com esses resultados, a McLaren somou pontos e conquistou seu nono título no mundial de construtores, quebrando um jejum que perdurava desde 1998. A equipe também brigou pelo campeonato de pilotos, mas Norris acabou ficando com o vice-campeonato, enquanto Piastri foi o quarto.

### 500 Milhas de Indianápolis (1970-1979, 2017, 2019-2022)

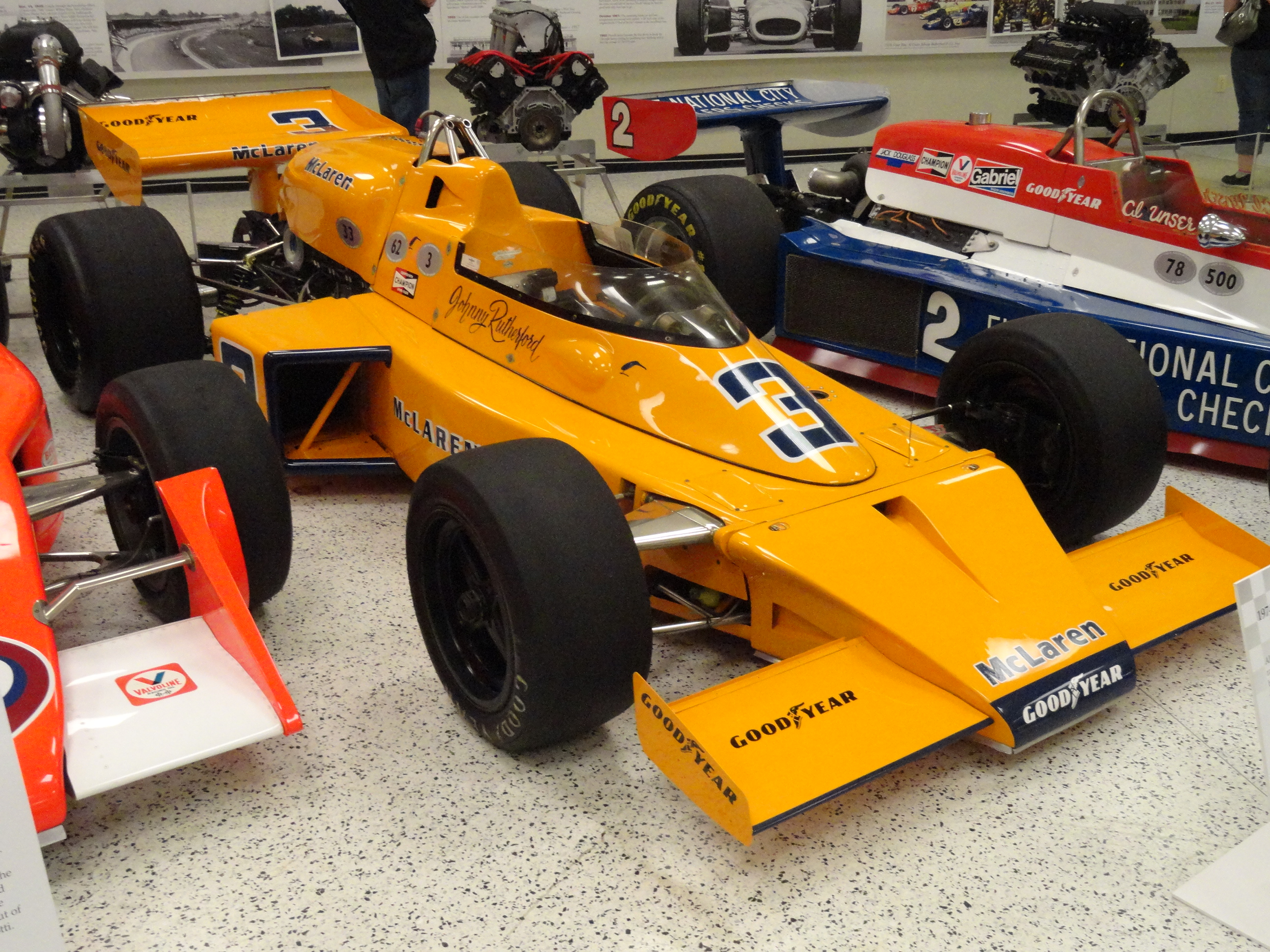
A McLaren de Johnny Rutherford

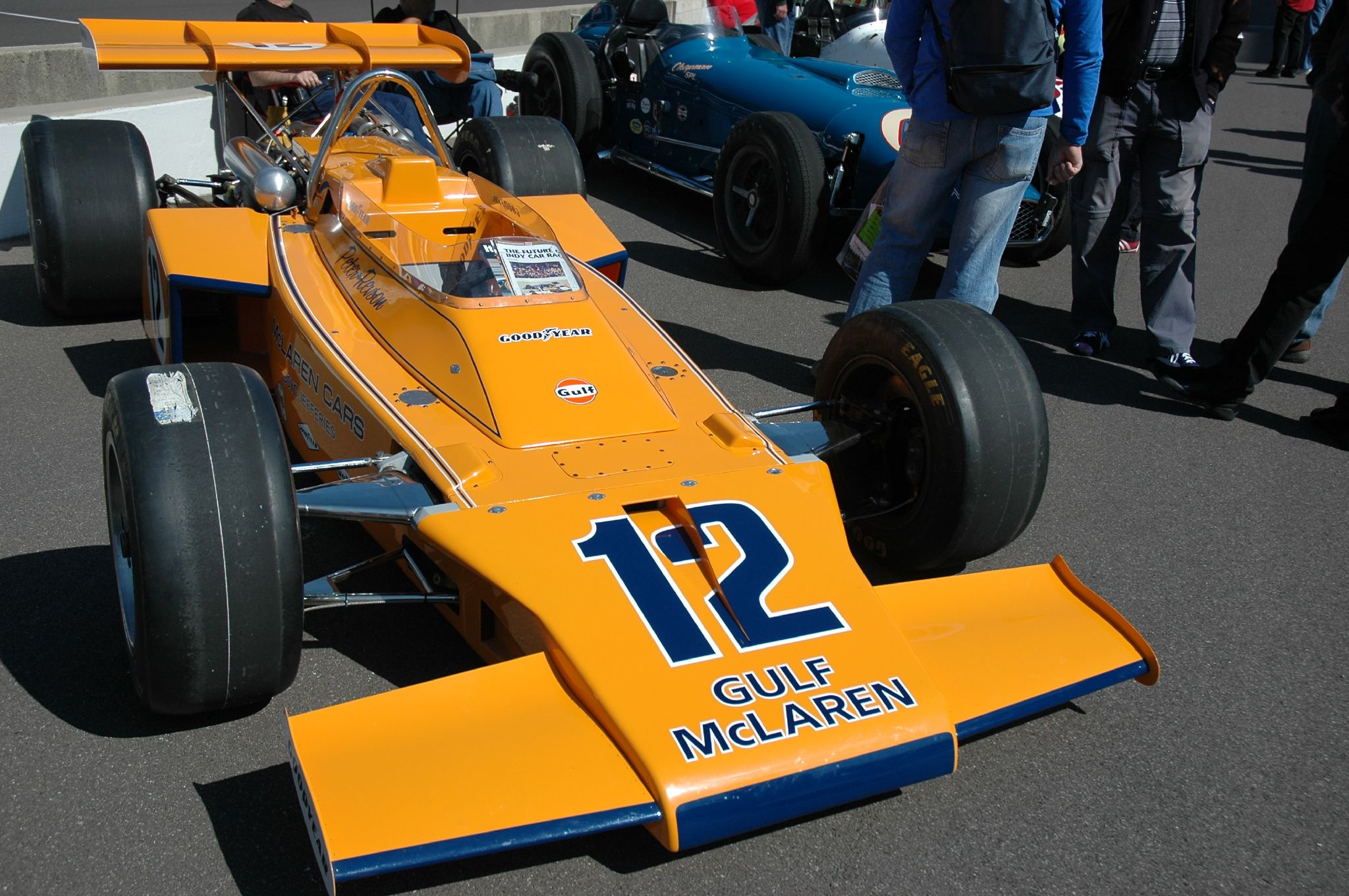
A McLaren que Peter Revson competiu nas 500 Milhas

A McLaren na primeira vez desde que compete como equipe decide investir nas 500 Milhas de Indianápolis pela competição conhecida como USAC, em 1970, a chegada da McLaren nessa corrida foi incentivada pela Goodyear, pois esta não queria que a rival Firestone tivesse influência nas corridas da competição norte-americana.
Durante tal tempo, a equipe inglesa conseguiu vencer em 1974 e 1976, em 1977 em diante a equipe não conseguiu resultados bons, e no fim de 1979 a McLaren termina o seus serviços na corrida.
Em 2017, o espanhol Fernando Alonso decide não participar do Grande Prêmio de Mônaco para competir na corrida. A McLaren, então, contrata a Andretti, a fim de que o piloto espanhol corresse, porém apesar de Fernando liderar a corrida por algumas voltas, o motor falha e ele abandona a corrida.
A McLaren confirma sua participação como equipe independente nas 500 Milhas de Indianápolis de 2019, porém falha na classificação, por tanto não pôde disputar as 500 milhas.
Em 2020, Patricio O'Ward classificou em 15º e terminou em 6º, Fernando Alonso classificou em 26º e terminou em 21º e Oliver Askew classificou em 21º e terminou em 30º.
Já em 2021, Patricio O'Ward classificou em 12º e terminou em 4º, Juan Pablo Montoya classificou em 24º e terminou em 9º e Oliver Askew classificou em 14º e terminou em 27º.

## Motores
Durante os anos a McLaren apresentou motores diferentes.
Usou motores Ford-Cosworth, Alfa Romeo, e permaneceu por toda a década de 1970 e início de 1980 com motores Ford-Cosworth.
- Em 1984 muda para motores TAG (motores Porsche rebatizados) turbo V6.
- Em 1988 troca os motores TAG pelo motor Honda Turbo V6. Ano que coincide com a chegada de Ayrton Senna.
- Em 1989 usa os motores 3,5 L Honda V10.
- Em 1991 passa a adotar os motores 3,5 L Honda V12
- Em 1993 usa 3,5 L Ford-Cosworth V8.
- Em 1994 usa motores 3,5 L Peugeot V10.
- Em 1995 passa a usar motores 3,0 L Mercedes V10. Permanecendo até 2014 com os motores Mercedes.
- Em 2006 os motores sofreram mudanças no regulamento passando a ser utilizado motores 2,4 L V8, que no caso da McLaren foi produzido pela Mercedes-Benz.
- Em 2015 reeditou a parceria com a japonesa Honda, com fornecimento de motores 1,6 L V6 Turbo que foram adotados a partir de 2014.
- Em 2018 depois de 3 anos de fracasso, a McLaren rescindiu com a Honda e assinou um contrato de 3 anos com a Renault até 2020.
- Em 2021 com a não renovação do contrato com a Renault, a McLaren volta a usar os motores Mercedes.

## Pilotos
| McLaren | McLaren                                                                                    | McLaren                | McLaren | McLaren                   | McLaren      | McLaren                                                                                                 | McLaren                                         | McLaren              |
| Ano     | Nome                                                                                       | Carro                  | Pneus   | Motor                     | Óleo         | Pilotos                                                                                                 | Pilotos de testes                               | Classificação Pontos |
| ------- | ------------------------------------------------------------------------------------------ | ---------------------- | ------- | ------------------------- | ------------ | --- | ----------------------------------------------- | -------------------- |
| 2023    | McLaren F1 Team                                                                            | MCL60                  | P       | Mercedes                  | Gulf         | Oscar Piastri Lando Norris                                                                              | Stoffel Vandoorne Mick Schumacher               | 4° lugar 302 pontos  |
| 2022    | McLaren F1 Team                                                                            | MCL36                  | P       | Mercedes                  | Gulf         | Daniel Ricciardo Lando Norris                                                                           | Stoffel Vandoorne Nyck de Vries                 | 5° lugar 159 pontos  |
| 2021    | McLaren F1 Team                                                                            | MCL35M                 | P       | Mercedes                  | Gulf         | Daniel Ricciardo Lando Norris                                                                           | Stoffel Vandoorne Nyck de Vries Paul di Resta   | 4° lugar 275 pontos  |
| 2020    | McLaren F1 Team                                                                            | MCL35                  | P       | Renault                   | Castrol      | Lando Norris Carlos Sainz Jr.                                                                           | Stoffel Vandoorne Esteban Gutiérrez             | 3º lugar 202 pontos  |
| 2019    | McLaren F1 Team                                                                            | MCL34                  | P       | Renault                   | Petrobras    | Lando Norris Carlos Sainz Jr.                                                                           | Sérgio Sette Câmara Sergey Sirotkin             | 4° lugar 145 pontos  |
| 2018    | McLaren F1 Team                                                                            | MCL33                  | P       | Renault                   | Castrol      | Fernando Alonso Stoffel Vandoorne                                                                       | Lando Norris                                    | 6° lugar 62 pontos   |
| 2017    | McLaren Honda                                                                              | MCL32                  | P       | Honda                     | Castrol      | Fernando Alonso Stoffel Vandoorne Jenson Button                                                         | Jenson Button Lando Norris                      | 9º lugar 30 pontos   |
| 2016    | McLaren Honda                                                                              | MP4-31                 | P       | Honda                     | Mobil        | Fernando Alonso Jenson Button Stoffel Vandoorne                                                         | Oliver Turvey Stoffel Vandoorne                 | 6º lugar 76 pontos   |
| 2015    | McLaren Honda                                                                              | MP4-30                 | P       | Honda                     | Mobil        | Fernando Alonso Jenson Button Kevin Magnussen                                                           | Kevin Magnussen Oliver Turvey Stoffel Vandoorne | 9º lugar 27 pontos   |
| 2014    | McLaren Mercedes                                                                           | MP4-29                 | P       | Mercedes                  | Mobil        | Kevin Magnussen Jenson Button                                                                           | Gary Paffett Oliver Turvey Stoffel Vandoorne    | 5º lugar 181 pontos  |
| 2013    | Vodafone McLaren Mercedes                                                                  | MP4-28                 | P       | Mercedes                  | Mobil        | Jenson Button Sergio Perez                                                                              | Gary Paffett Oliver Turvey                      | 5º lugar 122 pontos  |
| 2012    | Vodafone McLaren Mercedes                                                                  | MP4-27                 | P       | Mercedes                  | Mobil        | Jenson Button Lewis Hamilton                                                                            | Gary Paffett Oliver Turvey                      | 3º lugar 378 pontos  |
| 2011    | Vodafone McLaren Mercedes                                                                  | MP4-26                 | P       | Mercedes                  | Mobil        | Lewis Hamilton Jenson Button                                                                            | Gary Paffett Pedro de la Rosa                   | 2º lugar 497 pontos  |
| 2010    | Vodafone McLaren Mercedes                                                                  | MP4-25                 | B       | Mercedes                  | Mobil        | Lewis Hamilton Jenson Button                                                                            | Gary Paffett                                    | 2º lugar 454 pontos  |
| 2009    | Vodafone McLaren Mercedes                                                                  | MP4-24                 | B       | Mercedes                  | Mobil        | Lewis Hamilton Heikki Kovalainen                                                                        | Pedro de la Rosa Gary Paffett                   | 3º lugar 71 pontos   |
| 2008    | Vodafone McLaren Mercedes                                                                  | MP4-23                 | B       | Mercedes                  | Mobil        | Lewis Hamilton Heikki Kovalainen                                                                        | Pedro de la Rosa Gary Paffett Paul di Resta     | 2º lugar 151 pontos  |
| 2007    | Vodafone McLaren Mercedes                                                                  | MP4-22                 | B       | Mercedes                  | Mobil        | Fernando Alonso Lewis Hamilton                                                                          | Pedro de la Rosa Gary Paffett                   | Excluído 203 pontos‡ |
| 2006    | Team McLaren Mercedes                                                                      | MP4-21                 | M       | Mercedes                  | Mobil        | Kimi Räikkönen Juan Pablo Montoya1 Pedro de la Rosa1                                                    | Pedro de la Rosa Gary Paffett Lewis Hamilton    | 3º lugar 110 pontos  |
| 2005    | West McLaren Mercedes Team McLaren Mercedes                                                | MP4-20                 | M       | Mercedes                  | Mobil        | Kimi Räikkönen Juan Pablo Montoya Pedro de la Rosa Alexander Wurz                                       | Pedro de la Rosa Alexander Wurz Gary Paffett    | 2º lugar 182 pontos  |
| 2004    | West McLaren Mercedes                                                                      | MP4-19 MP4-19B         | M       | Mercedes                  | Mobil        | David Coulthard Kimi Räikkönen                                                                          | Alexander Wurz Pedro de la Rosa                 | 5º lugar 69 pontos   |
| 2003    | West McLaren Mercedes                                                                      | MP4-17D                | M       | Mercedes                  | Mobil        | David Coulthard Kimi Räikkönen                                                                          | Alexander Wurz Pedro de la Rosa                 | 3º lugar 142 pontos  |
| 2002    | West McLaren Mercedes                                                                      | MP4-17                 | M       | Mercedes                  | Mobil        | David Coulthard Kimi Räikkönen                                                                          | Alexander Wurz Jean Alesi                       | 3º lugar 65 pontos   |
| 2001    | West McLaren Mercedes                                                                      | MP4-16                 | B       | Mercedes                  | Mobil        | Mika Häkkinen David Coulthard                                                                           | Alexander Wurz                                  | 2º lugar 102 pontos  |
| 2000    | West McLaren Mercedes                                                                      | MP4/15                 | B       | Mercedes                  | Mobil        | Mika Häkkinen David Coulthard                                                                           | Olivier Panis                                   | 2º lugar 152 pontos  |
| 1999    | West McLaren Mercedes                                                                      | MP4/14                 | B       | Mercedes                  | Mobil        | Mika Häkkinen David Coulthard                                                                           | Nick Heidfeld                                   | 2º lugar 124 pontos  |
| 1998    | West McLaren Mercedes                                                                      | MP4/13                 | B       | Mercedes                  | Mobil        | David Coulthard Mika Häkkinen                                                                           | Ricardo Zonta Nick Heidfeld                     | Campeã 156 pontos    |
| 1997    | West McLaren Mercedes                                                                      | MP4/12                 | G       | Mercedes                  | Mobil        | Mika Häkkinen David Coulthard                                                                           |                                                 | 4º lugar 63 pontos   |
| 1996    | Marlboro McLaren Mercedes                                                                  | MP4/11                 | G       | Mercedes                  | Mobil        | Mika Häkkinen David Coulthard                                                                           | Jan Magnussen                                   | 4º lugar 49 pontos   |
| 1995    | Marlboro McLaren Mercedes                                                                  | MP4/10 MP4/10B MP4/10C | G       | Mercedes                  | Mobil        | Mark Blundell Mika Häkkinen Nigel Mansell Jan Magnussen                                                 | Jan Magnussen Alain Prost                       | 4º lugar 30 pontos   |
| 1994    | Marlboro McLaren Peugeot                                                                   | MP4/9                  | G       | Peugeot                   | Shell        | Mika Häkkinen Martin Brundle Philippe Alliot                                                            | Philippe Alliot                                 | 4º lugar 42 pontos   |
| 1993    | Marlboro McLaren International                                                             | MP4/8                  | G       | Ford-Cosworth             | Shell        | Michael Andretti Ayrton Senna Mika Häkkinen                                                             | Mika Häkkinen                                   | 2º lugar 84 pontos   |
| 1992    | Honda Marlboro McLaren                                                                     | MP4/6B MP4/7A          | G       | Honda                     | Shell        | Ayrton Senna Gerhard Berger                                                                             | Mark Blundell                                   | 2º lugar 99 pontos   |
| 1991    | Honda Marlboro McLaren                                                                     | MP4/6                  | G       | Honda                     | Shell        | Ayrton Senna Gerhard Berger                                                                             | Allan McNish Jonathan Palmer Roberto Moreno     | Campeã 139 pontos    |
| 1990    | Honda Marlboro McLaren                                                                     | MP4/5B                 | G       | Honda                     | Shell        | Ayrton Senna Gerhard Berger                                                                             | Allan McNish Jonathan Palmer                    | Campeã 121 pontos    |
| 1989    | Honda Marlboro McLaren                                                                     | MP4/5                  | G       | Honda                     | Shell        | Ayrton Senna Alain Prost                                                                                | Emanuele Pirro Jonathan Palmer                  | Campeã 141 pontos    |
| 1988    | Honda Marlboro McLaren                                                                     | MP4/4                  | G       | Honda                     | Shell        | Alain Prost Ayrton Senna                                                                                | Emanuele Pirro                                  | Campeã 199 pontos    |
| 1987    | Marlboro McLaren International                                                             | MP4/3                  | G       | TAG-Porsche               | Shell        | Alain Prost Stefan Johansson                                                                            |                                                 | 2º lugar 76 pontos   |
| 1986    | Marlboro McLaren International                                                             | MP4/2C                 | G       | TAG-Porsche               | Shell        | Alain Prost Keke Rosberg                                                                                |                                                 | 2º lugar 96 pontos   |
| 1985    | Marlboro McLaren International                                                             | MP4/2B                 | G       | TAG-Porsche               | Shell        | Niki Lauda Alain Prost John Watson                                                                      |                                                 | Campeã 90 pontos     |
| 1984    | Marlboro McLaren International                                                             | MP4/2                  | M       | TAG-Porsche               | Unipart      | Niki Lauda Alain Prost                                                                                  |                                                 | Campeã 143,5 pontos  |
| 1983    | Marlboro McLaren International                                                             | MP4/1C MP4/1E          | M       | Ford-Cosworth TAG-Porsche | Unipart      | Niki Lauda John Watson                                                                                  |                                                 | 5º lugar 34 pontos   |
| 1982    | Marlboro McLaren International                                                             | MP4/1B                 | M       | Ford-Cosworth             | Unipart      | Niki Lauda John Watson                                                                                  |                                                 | 2º lugar 69 pontos   |
| 1981    | Marlboro McLaren International                                                             | M29C M29F MP4/1        | M       | Ford-Cosworth             | Unipart      | John Watson Andrea de Cesaris                                                                           |                                                 | 6º lugar 28 pontos   |
| 1980    | Marlboro Team McLaren                                                                      | M29B M29C M30          | G       | Ford-Cosworth             | Castrol      | John Watson Alain Prost Stephen South                                                                   |                                                 | 9º lugar 11 pontos   |
| 1979    | Marlboro Team McLaren Lowenbrau Team McLaren                                               | M26 M28 M28B M28C M29  | G       | Ford-Cosworth             | Castrol      | John Watson Patrick Tambay                                                                              |                                                 | 7º lugar 15 pontos   |
| 1978    | Marlboro Team McLaren Liggett Group/BS Fabrications Centro Asegurador F1 Melchester Racing | M23 M26                | G       | Ford-Cosworth             | Texaco       | James Hunt Patrick Tambay Bruno Giacomelli Brett Lunger Nelson Piquet Emilio de Villota Tony Trimmer    |                                                 | 8º lugar 15 pontos   |
| 1977    | Marlboro Team McLaren Chesterfield Racing Iberia Airlines                                  | M23 M26                | G       | Ford-Cosworth             | Texaco       | James Hunt Jochen Mass Gilles Villeneuve Bruno Giacomelli Brett Lunger Emilio de Villota                |                                                 | 3º lugar 60 pontos   |
| 1976    | Marlboro Team McLaren                                                                      | M23                    | G       | Ford-Cosworth             | Texaco       | James Hunt Jochen Mass                                                                                  |                                                 | 1º lugar 75 pontos   |
| 1975    | Marlboro Team Texaco Lucky Strike Racing                                                   | M23                    | G       | Ford-Cosworth             | Texaco       | Emerson Fittipaldi Jochen Mass Dave Charlton                                                            |                                                 | 3º lugar 63 pontos   |
| 1974    | Marlboro Team Texaco Yardley Team McLaren Scribante Lucky Strike Racing                    | M23                    | G       | Ford-Cosworth             | Texaco Sasol | Emerson Fittipaldi Denny Hulme Mike Hailwood Jochen Mass David Hobbs Dave Charlton                      |                                                 | Campeã 73 pontos     |
| 1973    | Yardley Team McLaren                                                                       | M19A M19C M23          | G       | Ford-Cosworth             | Gulf         | Denny Hulme Peter Revson Jody Scheckter Jacky Ickx                                                      |                                                 | 3º lugar 58 pontos   |
| 1972    | Yardley Team McLaren                                                                       | M19A M19C              | G       | Ford-Cosworth             | Gulf         | Denny Hulme Peter Revson Jody Scheckter Brian Redman                                                    |                                                 | 3º lugar 47 pontos   |
| 1971    | Bruce McLaren Motor Racing Ecurie Bonnier Penske-White Racing                              | M7C M14A M19A          | G       | Ford-Cosworth             | Gulf         | Denny Hulme Peter Gethin Jackie Oliver Jo Bonnier Helmut Marko Mark Donohue                             |                                                 | 6º lugar 10 pontos   |
| 1970    | Bruce McLaren Motor Racing Team Surtees Ecurie Bonnier                                     | M7C M14A M7D M14AD     | G F     | Ford-Cosworth Alfa Romeo  | Gulf         | Denny Hulme Bruce McLaren Peter Gethin Dan Gurney Andrea de Adamich Nanni Galli John Surtees Jo Bonnier |                                                 | 4º lugar 34 pontos   |
| 1969    | Bruce McLaren Motor Racing Team Lawson Antique Automobiles / Colin Crabbe Racing           | M7A M7B M7C M9A        | G D     | Ford-Cosworth             | Shell Gulf   | Denny Hulme Bruce McLaren Derek Bell Basil van Rooyen Vic Elford                                        |                                                 | 4º lugar 38 pontos   |
| 1968    | Bruce McLaren Motor Racing Joakim Bonnier Racing Team Anglo American Racers                | M5A M7A                | G       | Ford-Cosworth BRM         | Shell        | Denny Hulme Bruce McLaren Jo Bonnier Dan Gurney                                                         |                                                 | 2º lugar 51 pontos   |
| 1967    | Bruce McLaren Motor Racing                                                                 | M4B M5A / M7A          | G       | BRM                       | Shell        | Bruce McLaren                                                                                           |                                                 | 8º lugar 3 pontos    |
| 1966    | Bruce McLaren Motor Racing                                                                 | M2B                    | F       | Ford-Cosworth Serenissima | Europa       | Bruce McLaren                                                                                           |                                                 | 8º lugar 3 pontos    |

† Pontos contados sem os pontos conquistados no Grande Prêmio da Hungria.
‡ Desclassificada por espionagem.

## Galeria

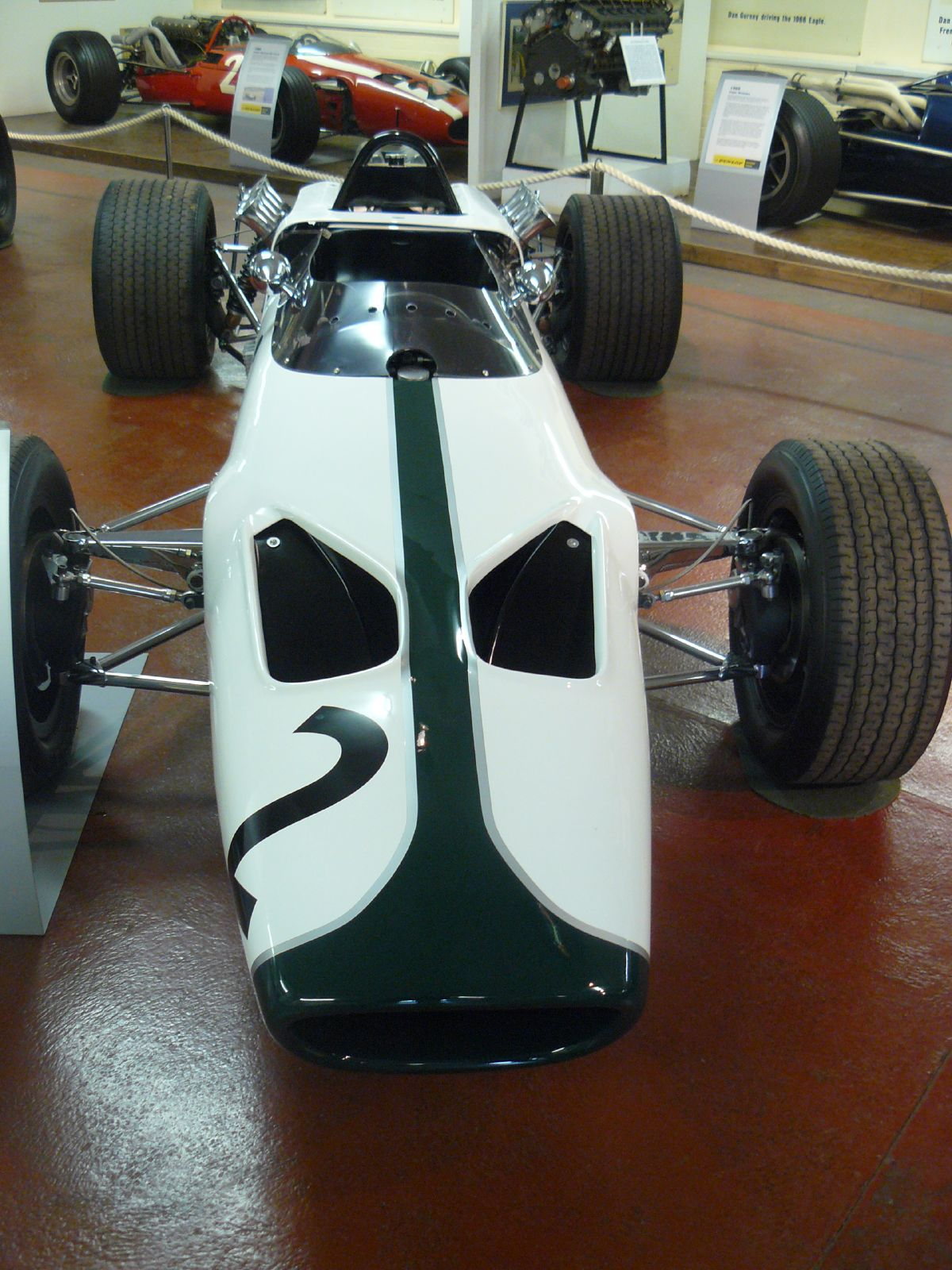
McLaren M2B utilizada na temporada de 1966 em exposição em Donington Park.
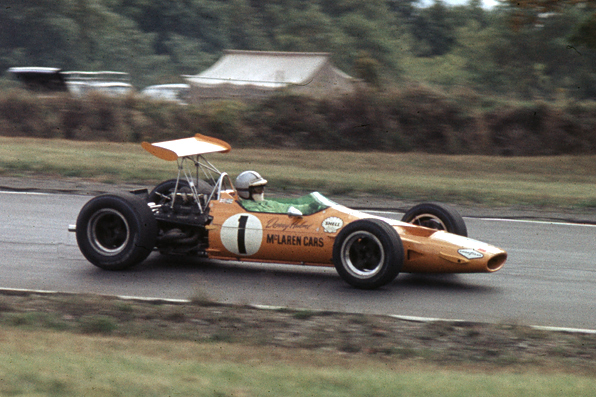
Denny Hulme pilotando a McLaren M7A no Grande Prêmio dos Estados Unidos de 1968.
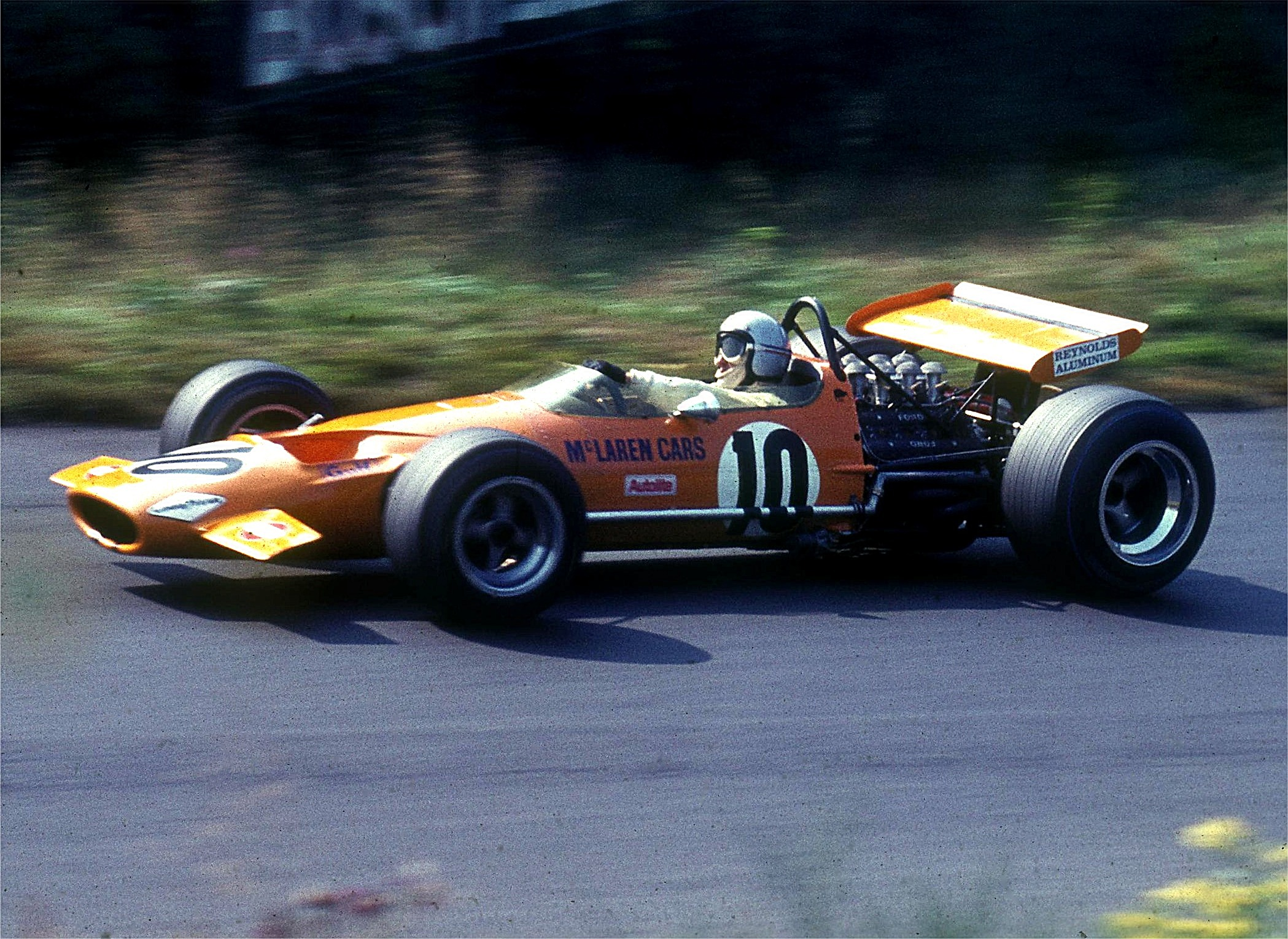
Bruce McLaren pilotando a McLaren M7C no Grande Prêmio da Alemanha de 1969.
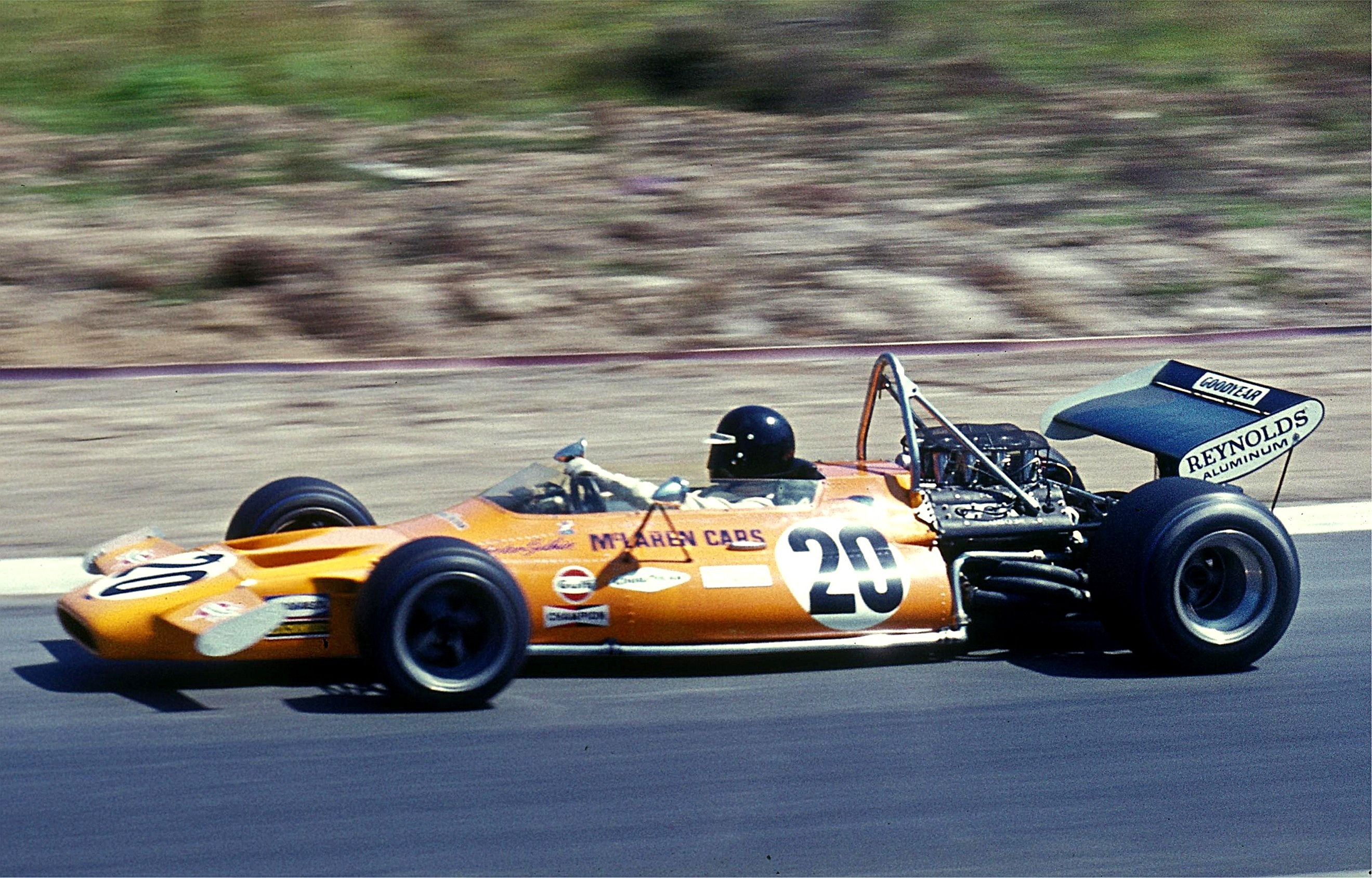
Peter Gethin pilotando a McLaren M19A no Grande Prêmio da Alemanha de 1971.
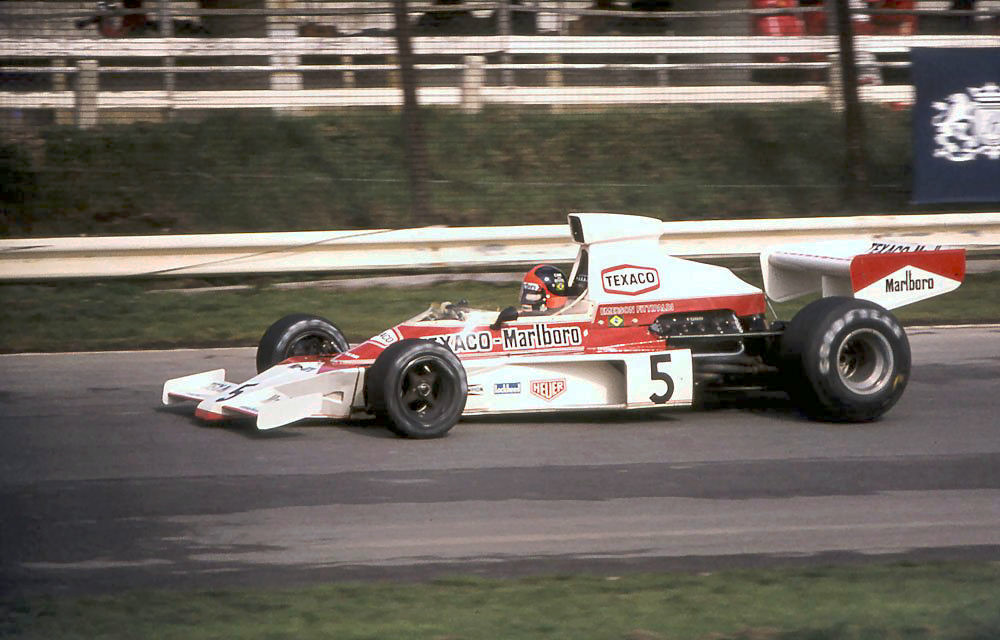
Emerson Fittipaldi pilotando a McLaren M23 no Grande Prêmio da Grã-Bretanha de 1974.
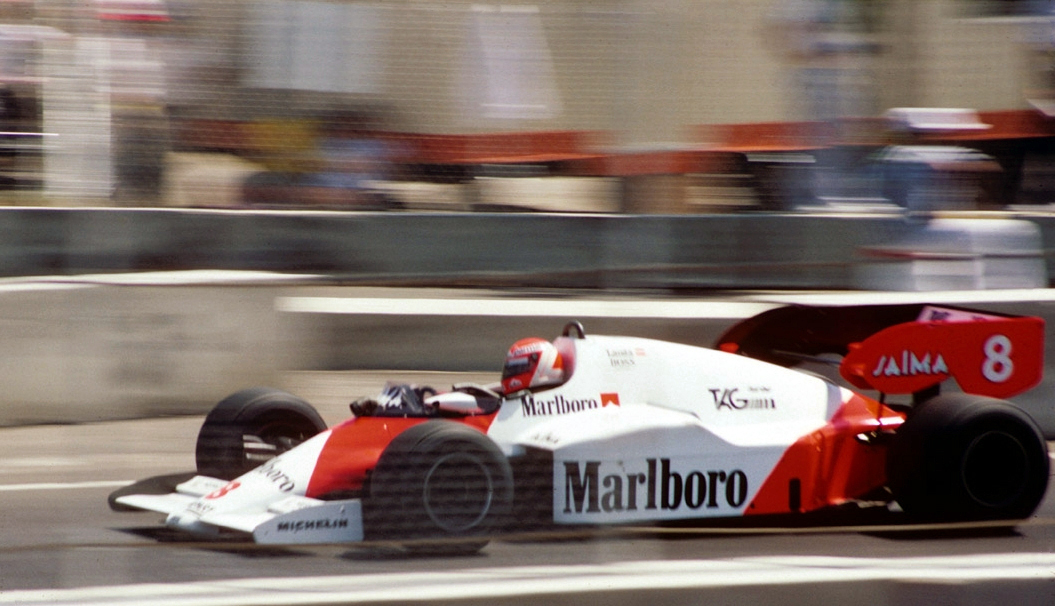
Niki Lauda pilotando a McLaren MP4/2 no Grande Prêmio de Dallas de 1984.
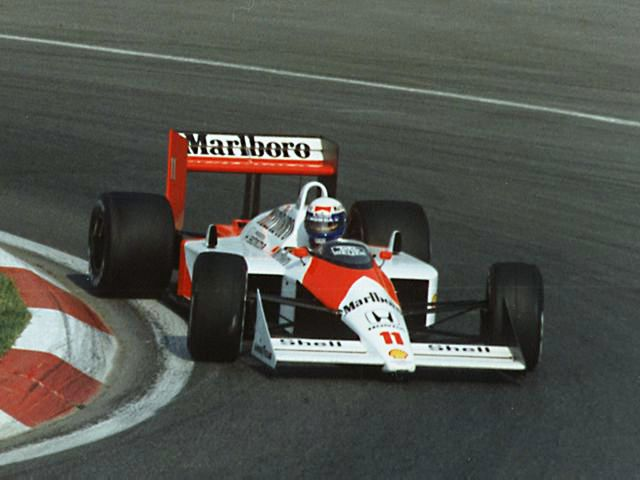
Alain Prost pilotando a McLaren MP4/4 no Grande Prêmio do Canadá de 1988.
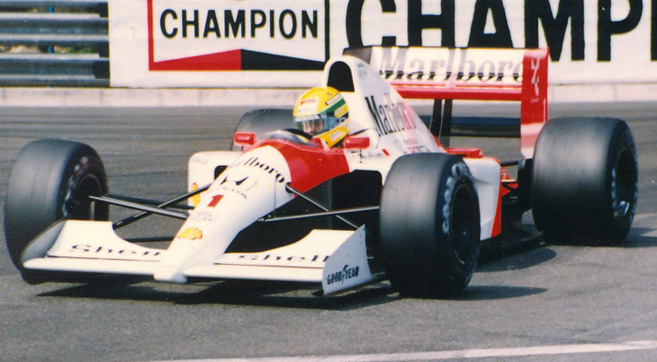
Ayrton Senna pilotando a McLaren MP4/6 no Grande Prêmio de Mônaco de 1991.
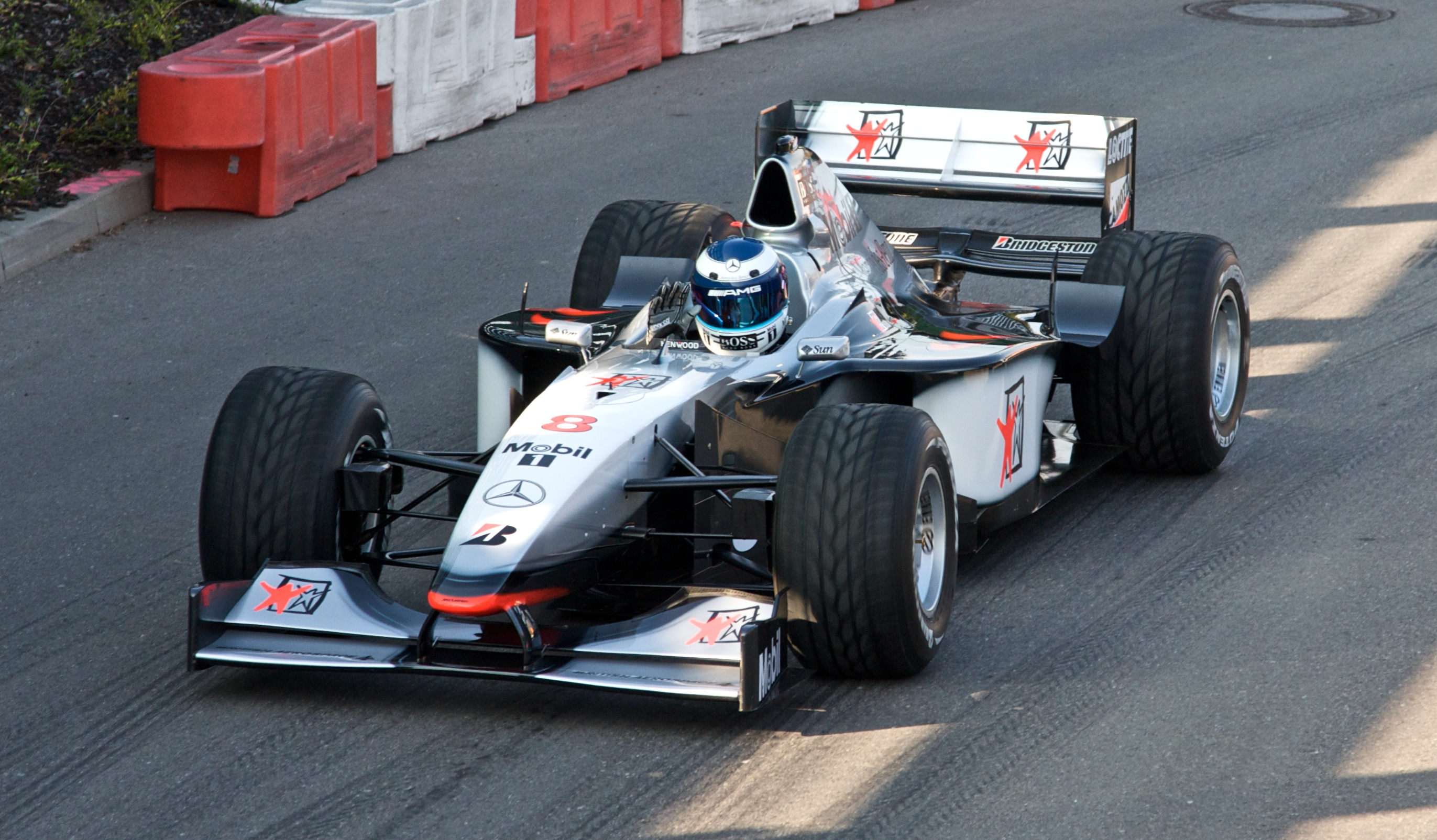
Mika Hakkinen pilotando a McLaren MP4-13 em um evento.
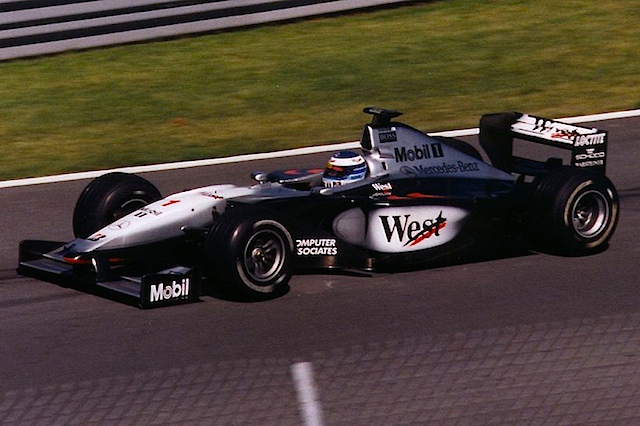
Mika Hakkinen pilotando a McLaren MP4-14 no Grande Prêmio do Canadá de 1999.
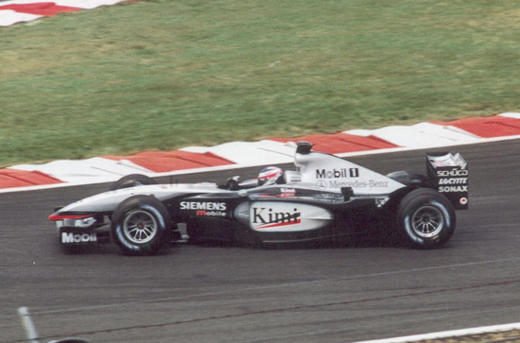
Kimi Räikkönen pilotando a McLaren MP4-17D da temporada de 2003.
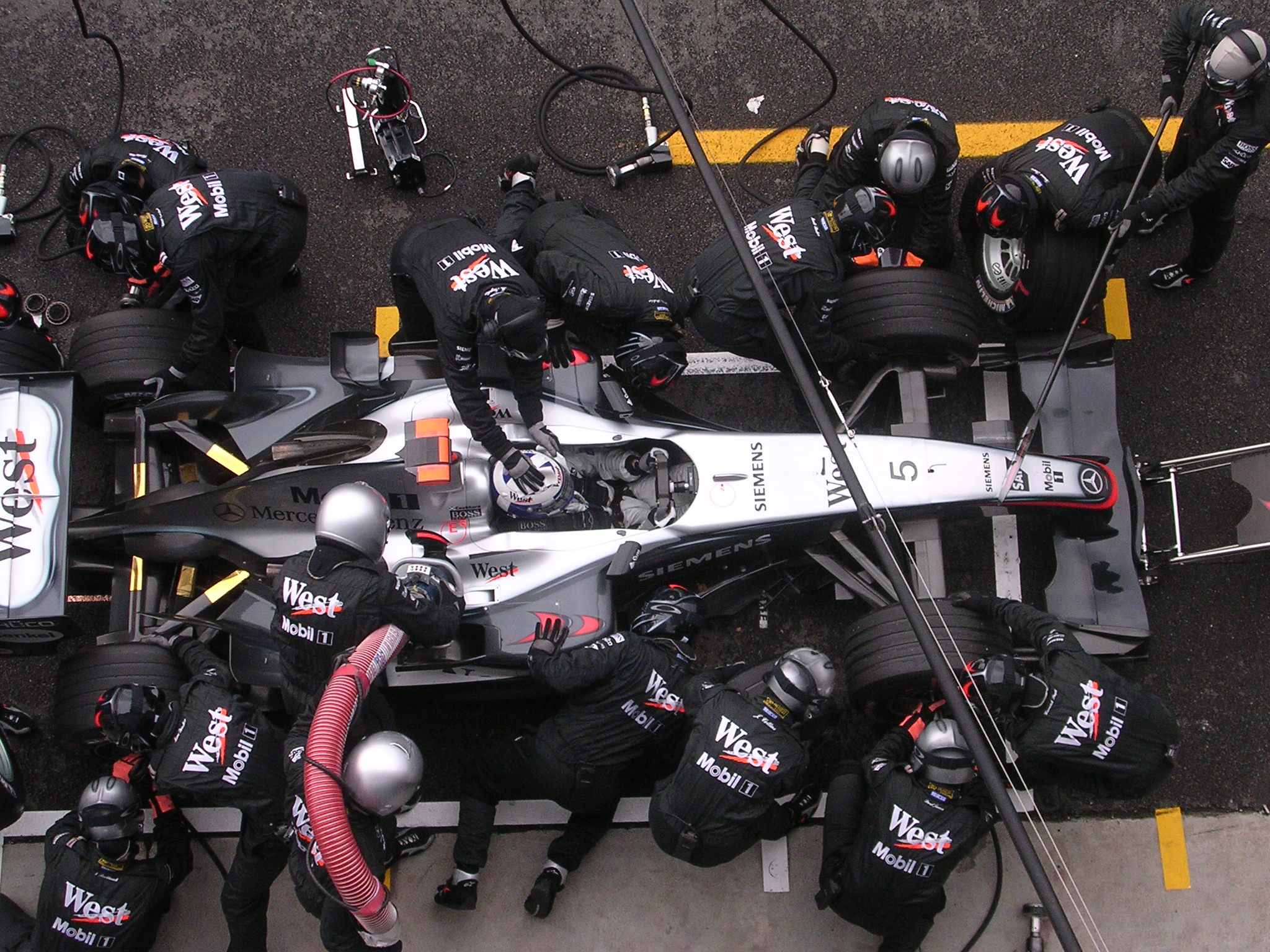
David Coulthard nos boxes do Grande Prêmio da Itália de 2004 com a McLaren MP4-19.
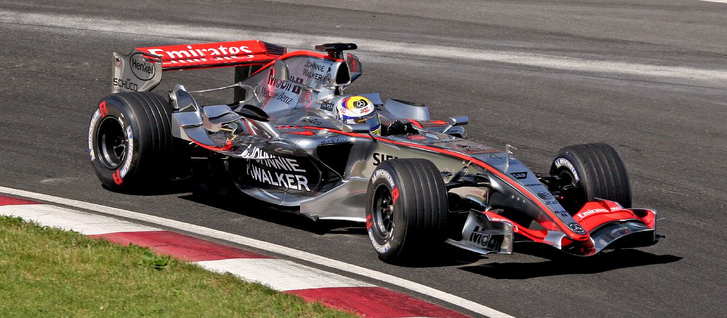
Juan Pablo Montoya pilotando a McLaren MP4-21 no Grande Prêmio do Canadá de 2006.
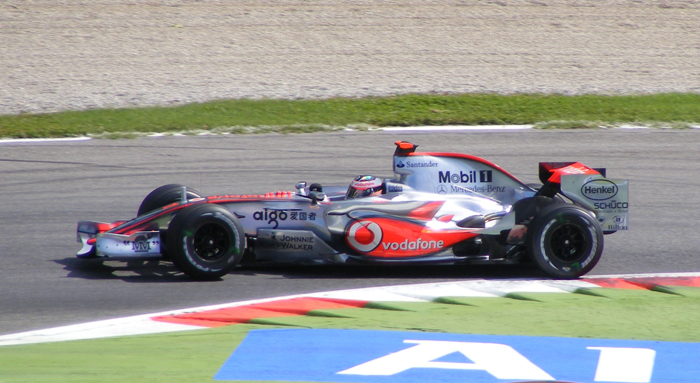
Fernando Alonso pilotando a McLaren MP4-22 no Grande Prêmio da Itália de 2007.
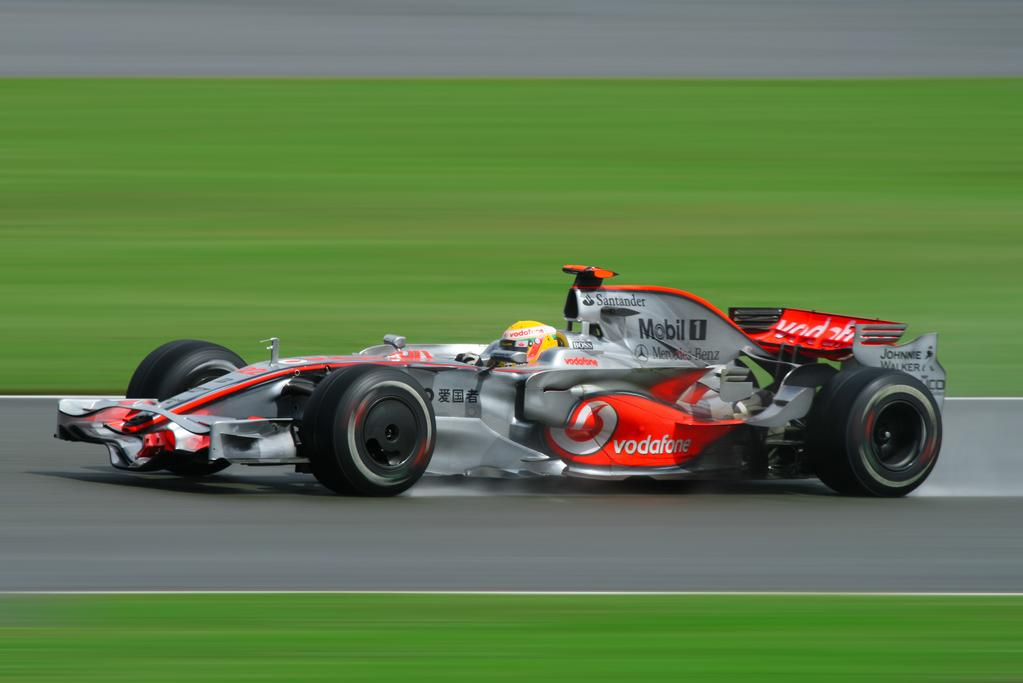
Lewis Hamilton pilotando a McLaren MP4-23 no Grande Prêmio da Grã-Bretanha de 2008.
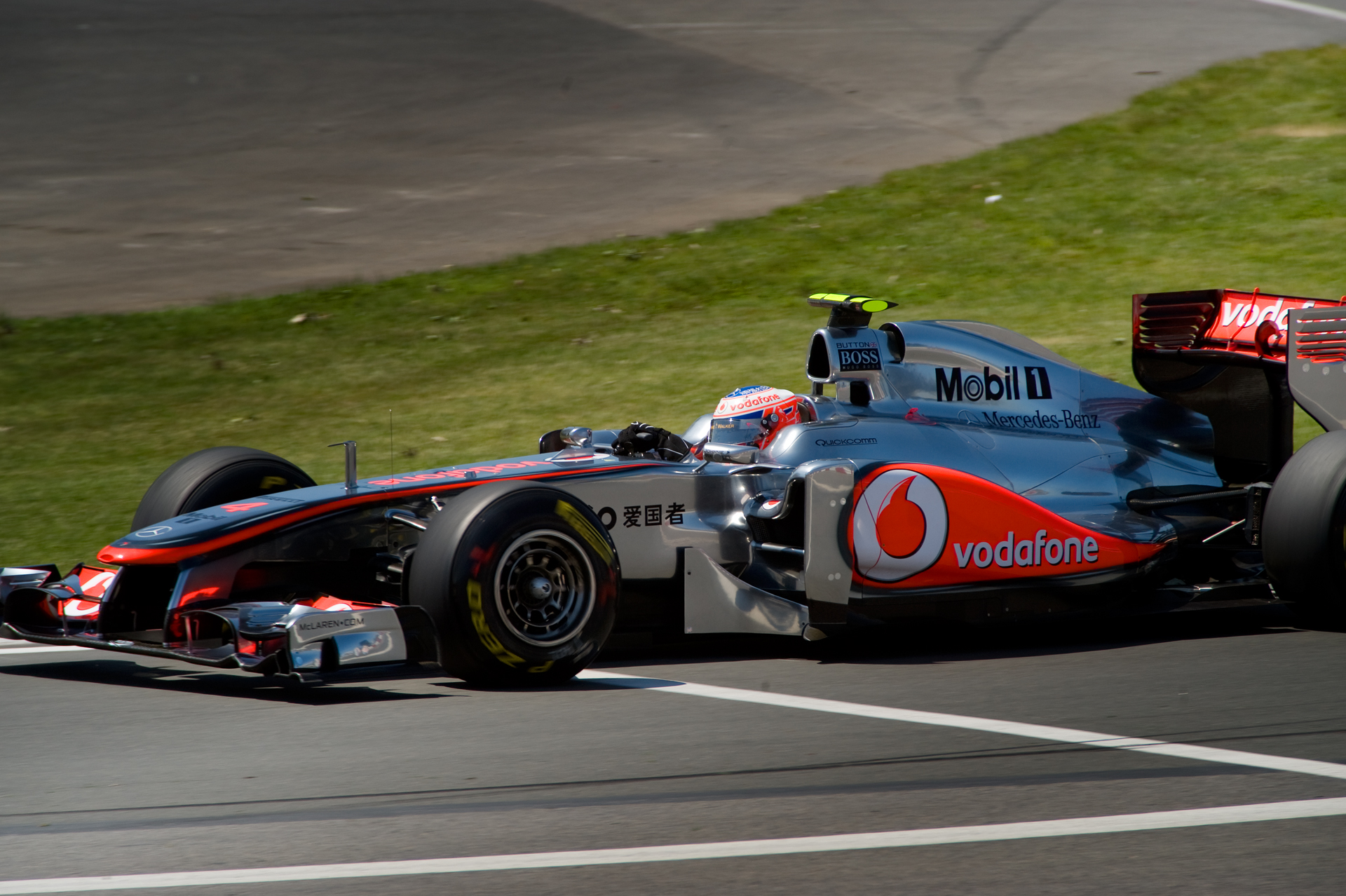
Jenson Button pilotando a McLaren MP4-26 no Grande Prêmio do Canadá de 2011.
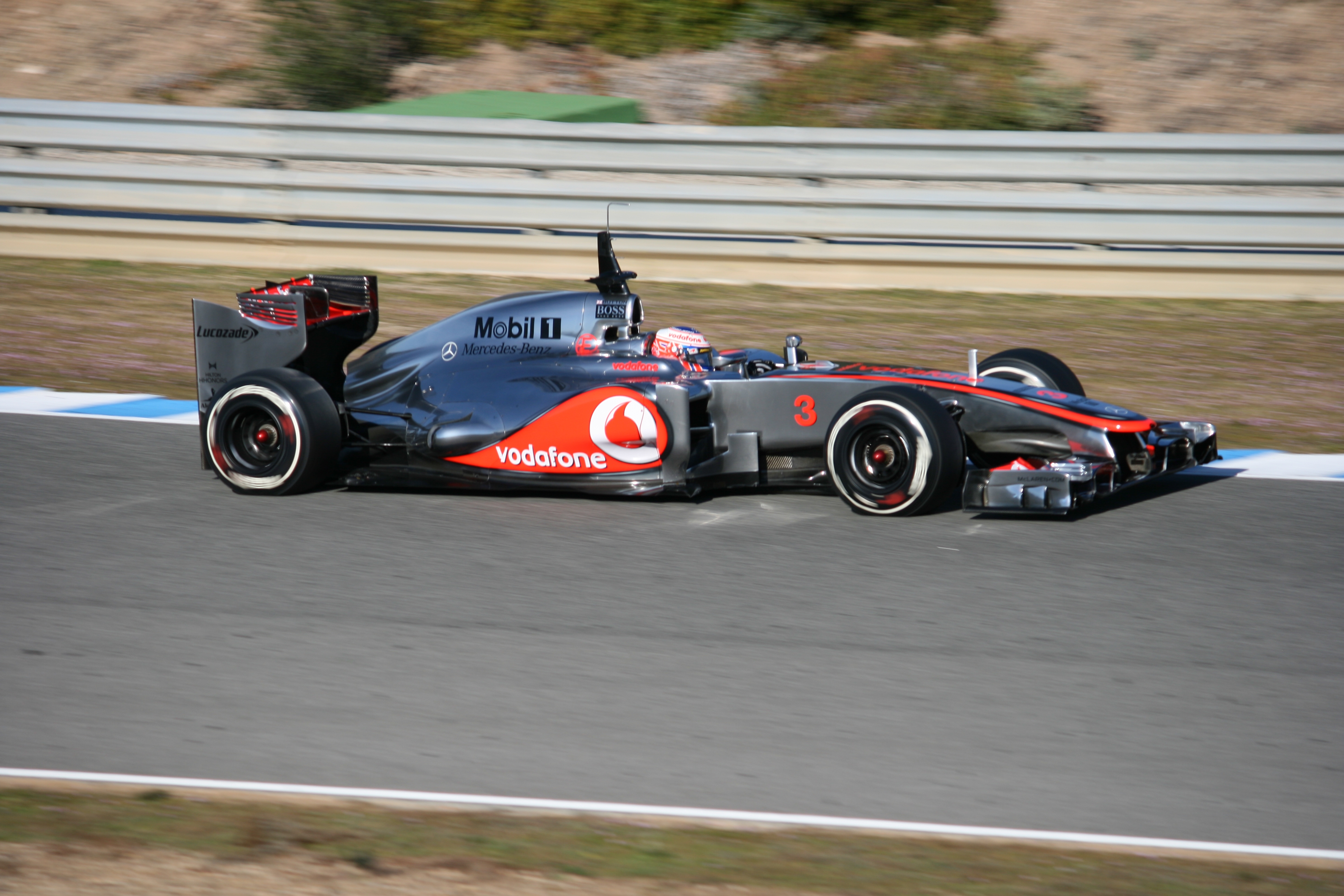
Jenson Button pilotando a McLaren MP4-27 no teste de pré-temporada em Jerez no inicio de 2012.
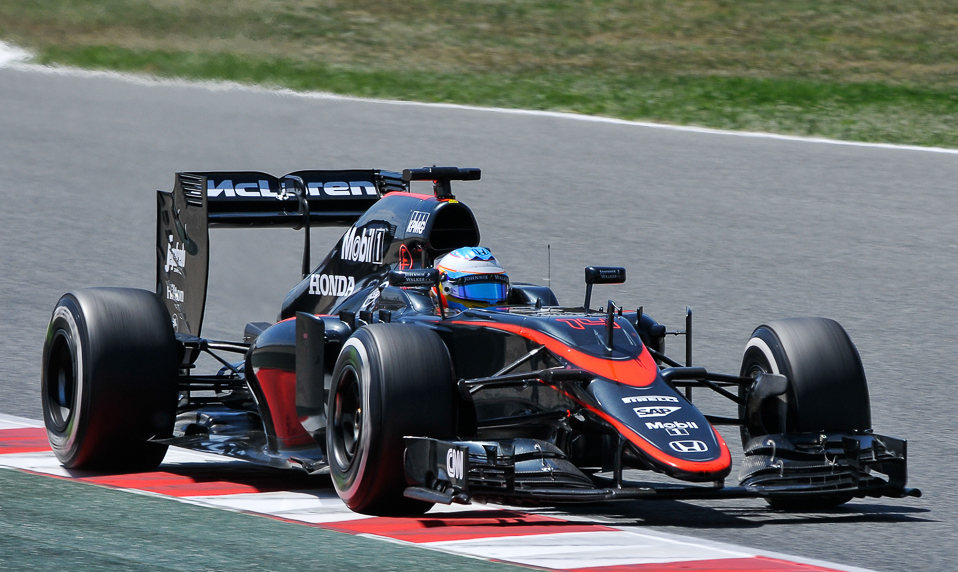
Fernando Alonso pilotando a McLaren MP4-30 no Grande Prêmio da Espanha de 2015.
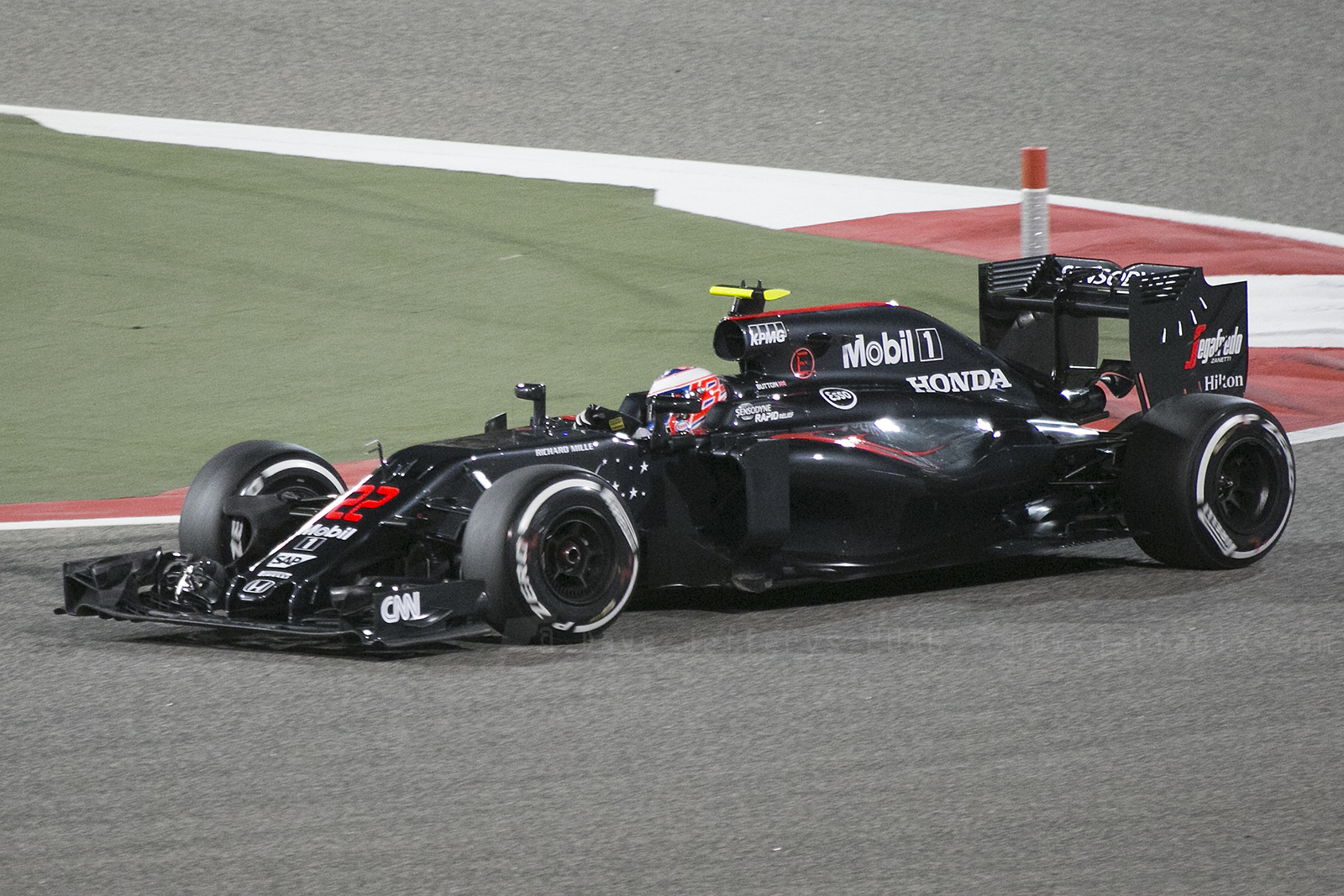
Jenson Button pilotando a McLaren MP4-31 no Grande Prêmio do Barém de 2016.
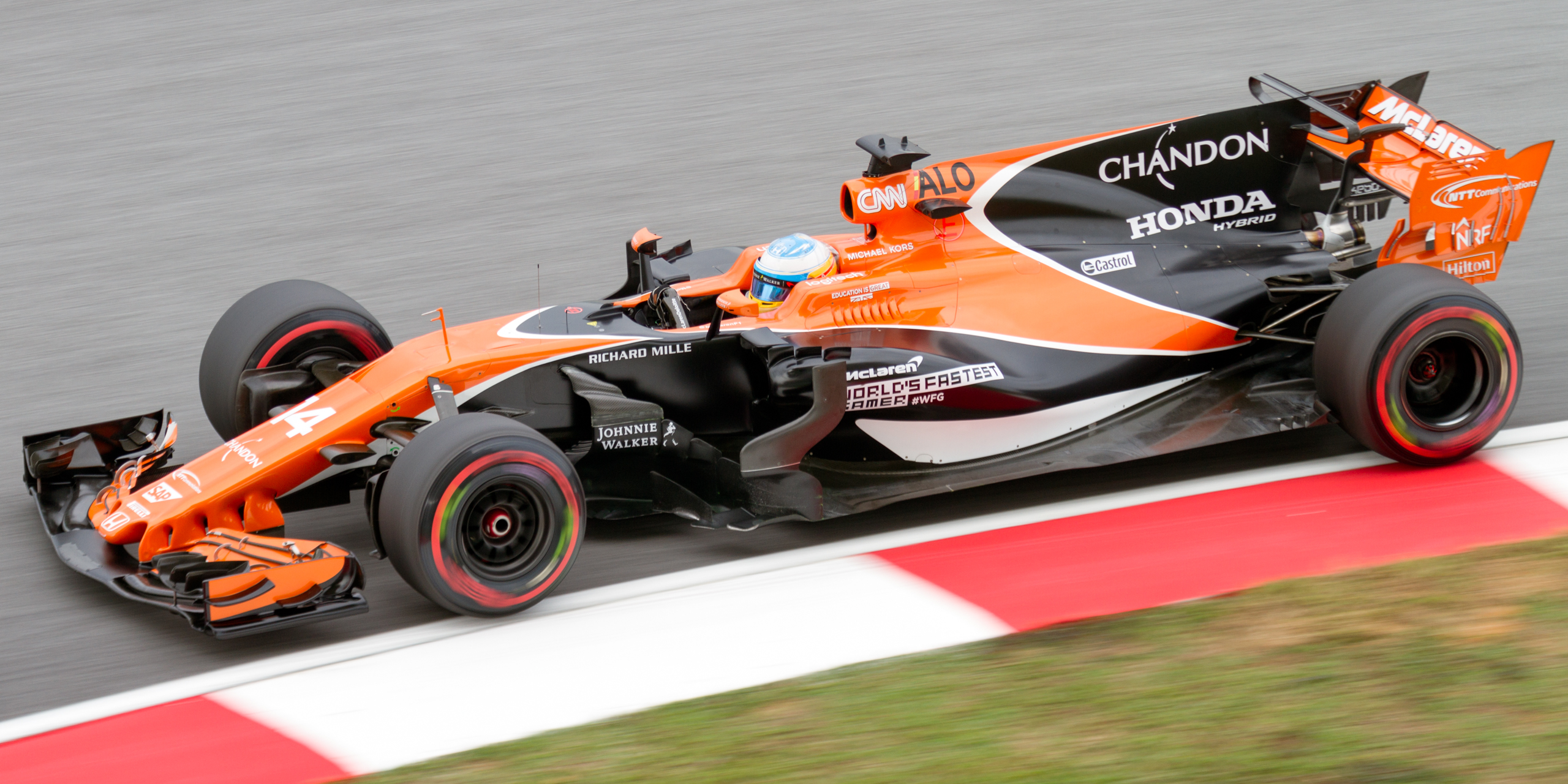
Fernando Alonso pilotando a McLaren MCL32 no Grande Prêmio da Malásia de 2017.
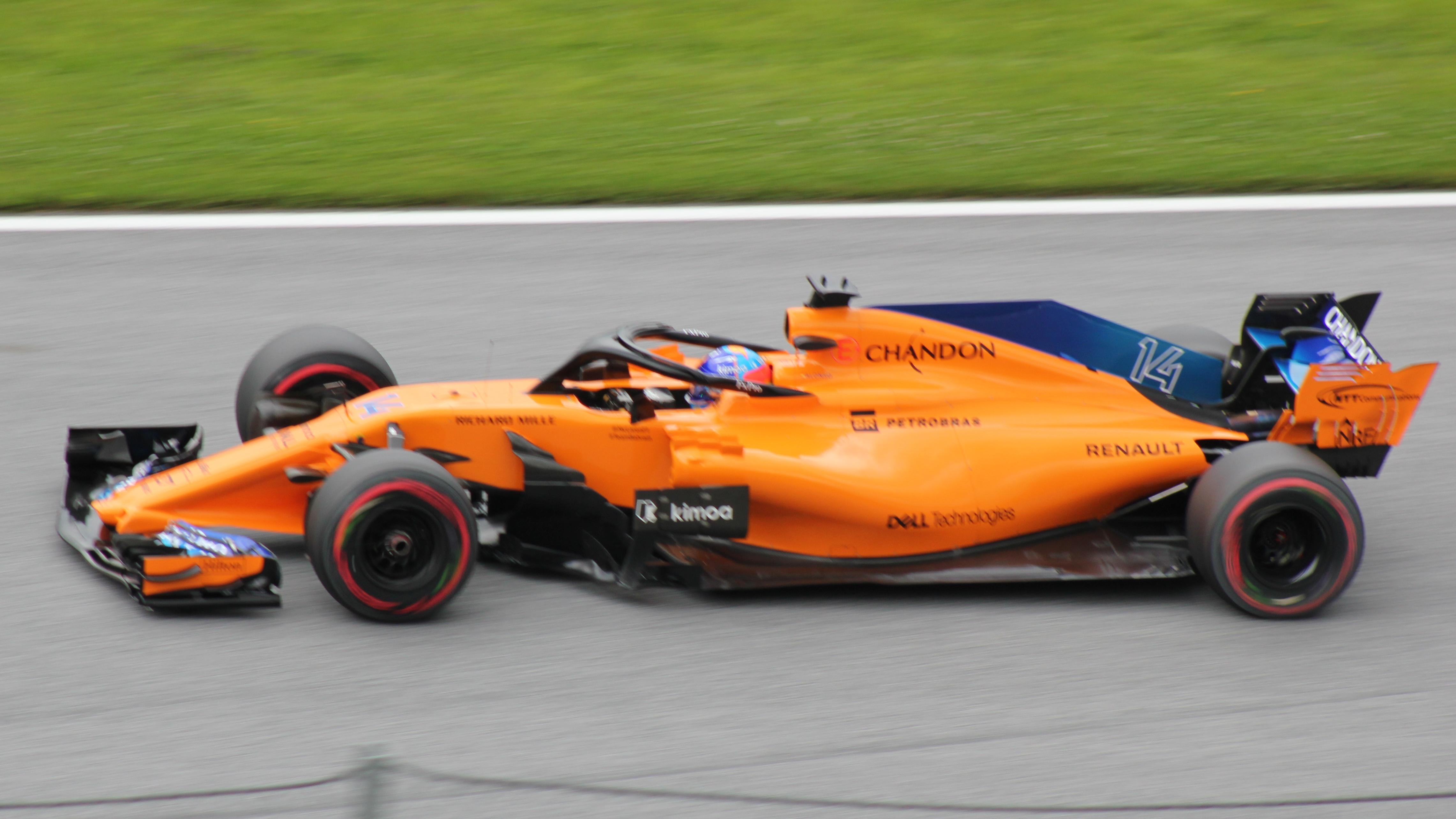
Fernando Alonso pilotando a McLaren MCL33 no Grande Prêmio da Áustria de 2018.
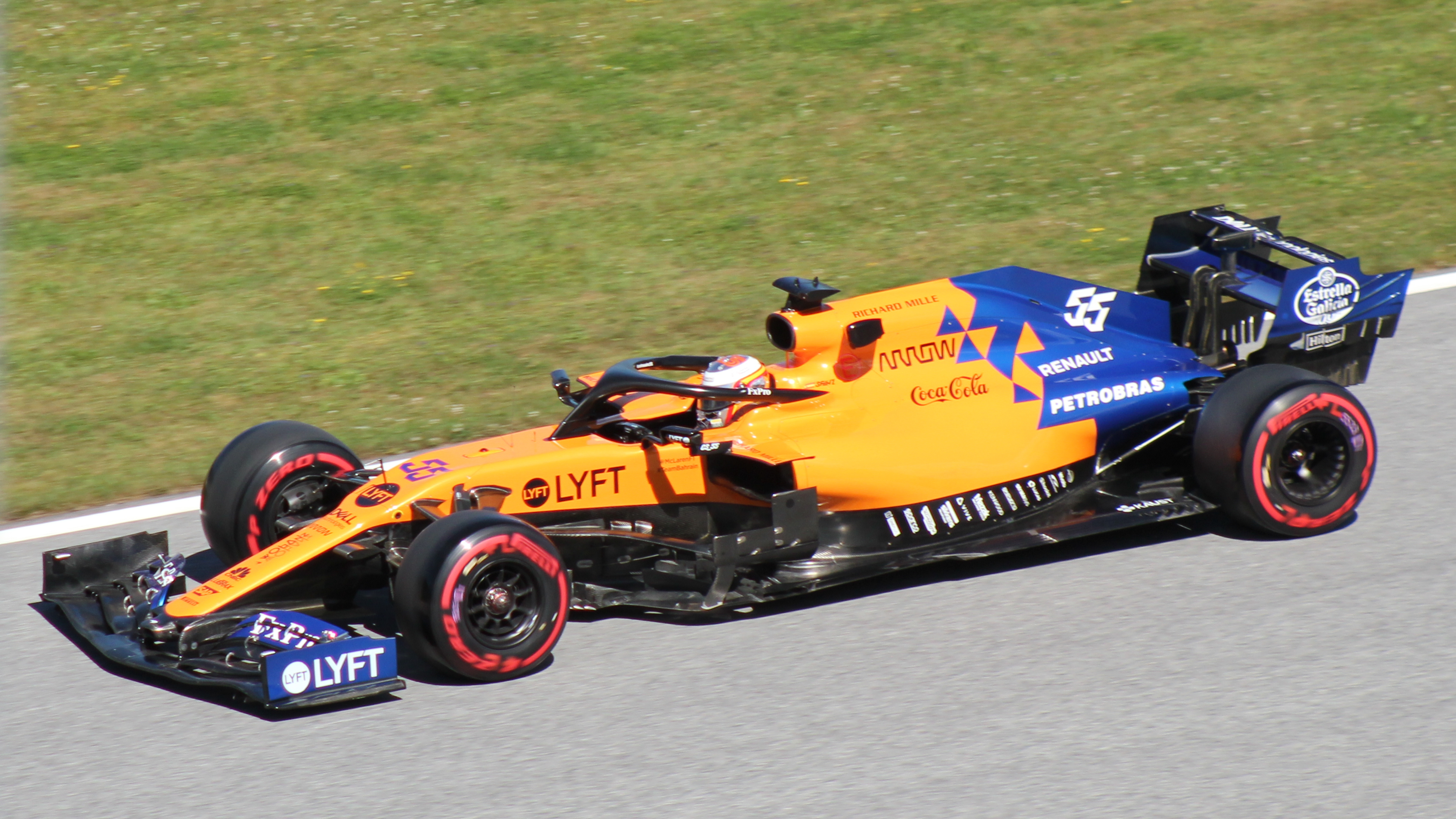
Carlos Sainz pilotando a McLaren MCL34 no Grande Prêmio da Áustria de 2019.
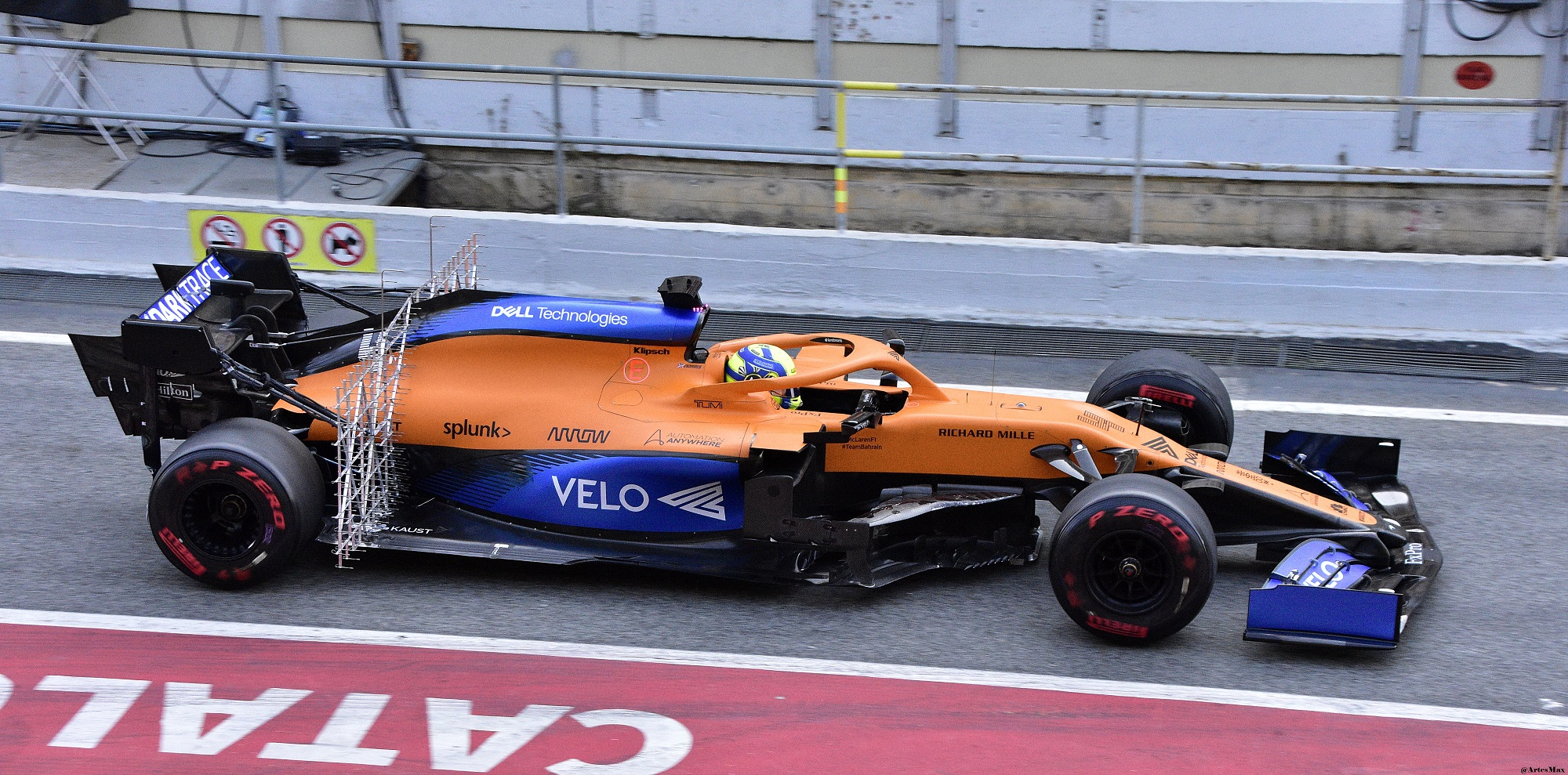
Lando Norris pilotando a McLaren MCL35 nos testes em Barcelona, Espanha em 2020.
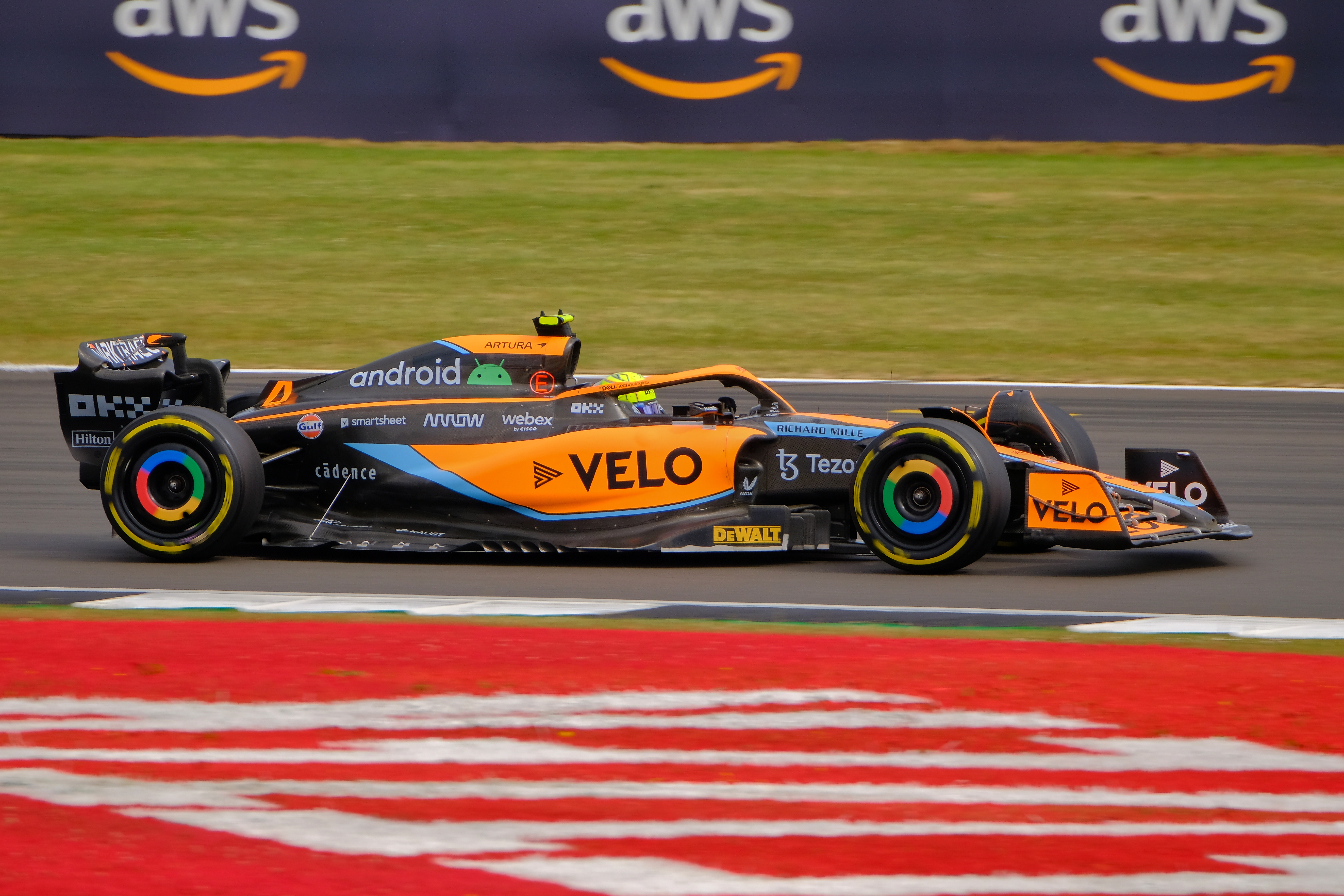
Lando Norris pilotando a McLaren MCL36 durante o GP da Grã-Bretanha de 2022
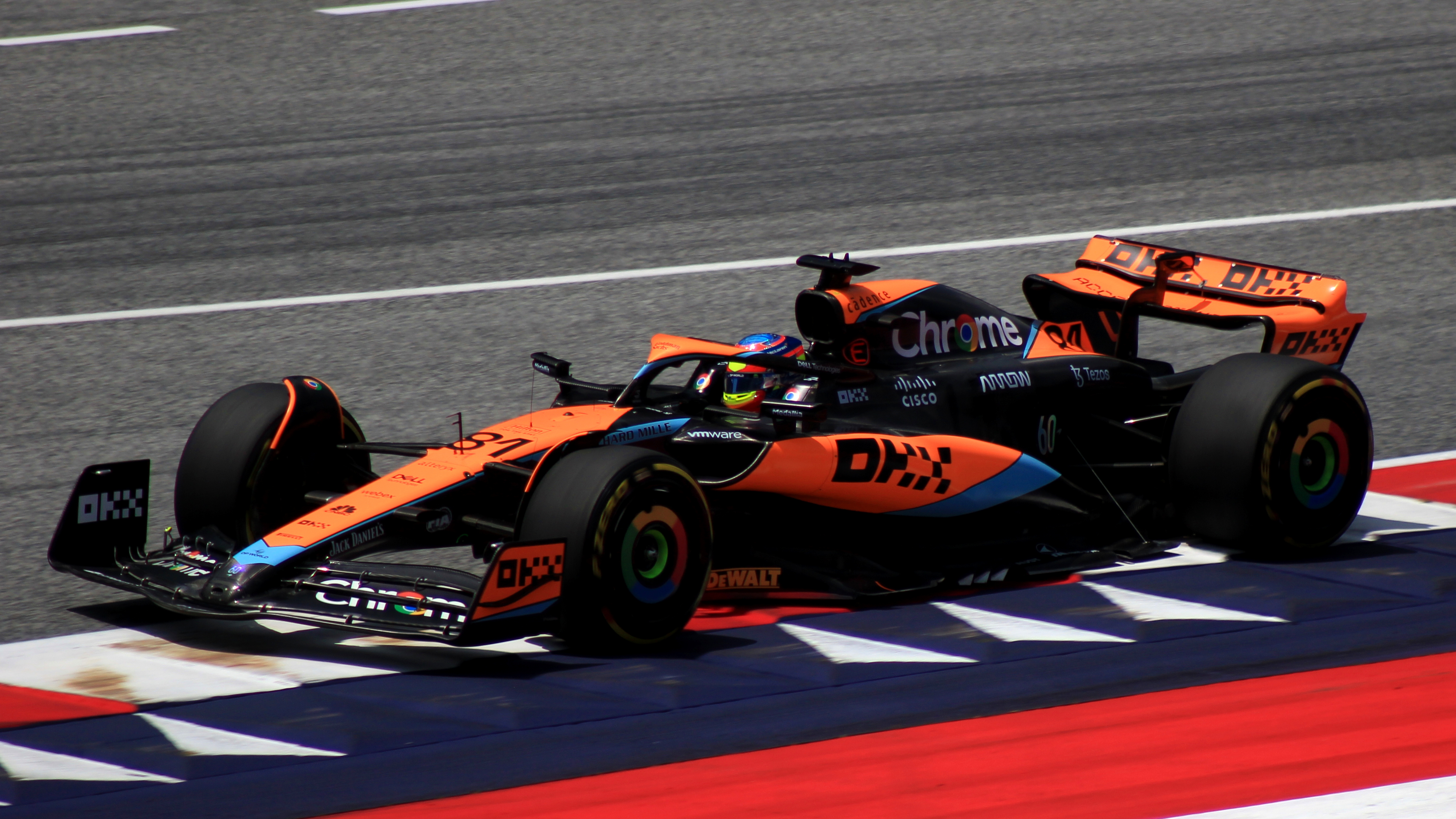
Oscar Piastri pilotando a McLaren MCL60 durante o GP da Áustria de 2023

## Séries e Filmes
- Série Grand Prix Driver - 2018

## Campeões Mundiais
| Campeonatos | Pilotos            | Temporadas       |
| ----------- | ------------------ | ---------------- |
| 3           | Alain Prost        | 1985, 1986, 1989 |
| 3           | Ayrton Senna       | 1988, 1990, 1991 |
| 2           | Mika Häkkinen      | 1998, 1999       |
| 1           | Emerson Fittipaldi | 1974             |
| 1           | James Hunt         | 1976             |
| 1           | Niki Lauda         | 1984             |
| 1           | Lewis Hamilton     | 2008             |

## Vitórias por piloto
| Pilotos            | Vitórias |
| ------------------ | -------- |
| Ayrton Senna       | 35       |
| Alain Prost        | 30       |
| Lewis Hamilton     | 21       |
| Mika Häkkinen      | 20       |
| David Coulthard    | 12       |
| James Hunt         | 9        |
| Kimi Räikkönen     | 9        |
| Lando Norris       | 9        |
| Oscar Piastri      | 8        |
| Niki Lauda         | 8        |
| Jenson Button      | 8        |
| Denny Hulme        | 6        |
| Emerson Fittipaldi | 5        |
| Fernando Alonso    | 4        |
| John Watson        | 4        |
| Gerhard Berger     | 3        |
| Juan Pablo Montoya | 3        |
| Peter Revson       | 2        |
| Bruce McLaren      | 1        |
| Jochen Mass        | 1        |
| Heikki Kovalainen  | 1        |
| Daniel Ricciardo   | 1        |